# Cesare Borgia

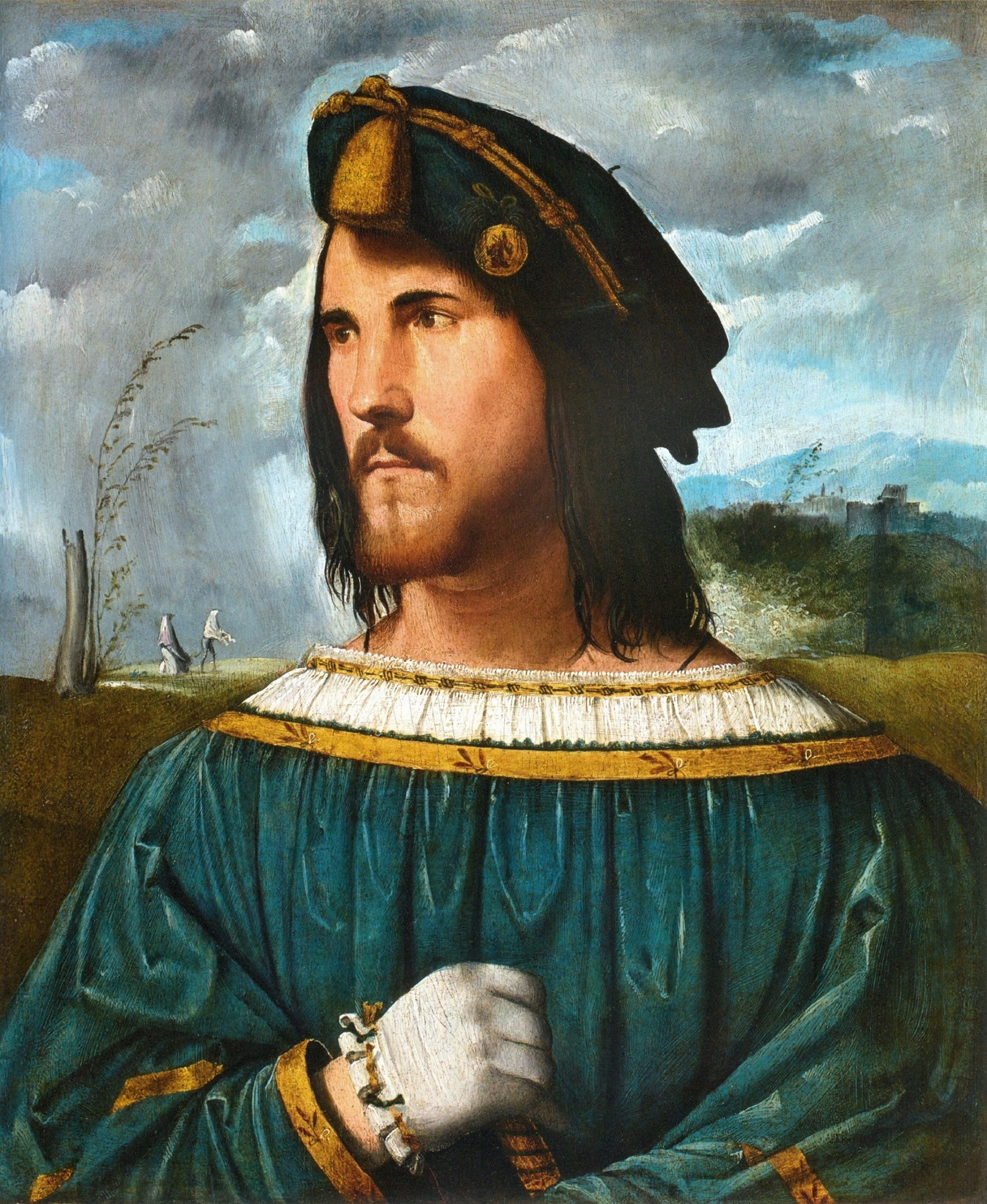
Das Bild eines Edelmanns aus dem Museum der Accademia Carrara wird heute Altobello Melone (* 1490/91; † spätestens 1543) aus Cremona zugeschrieben. Es galt im 19. Jahrhundert als Porträt Cesare Borgias von Giorgione.

Cesare Borgia (* 13. September 1475 in Rom oder Subiaco; † 12. März 1507 bei Viana, Navarra), 1. Herzog von Valentinois (als solcher il Valentino genannt) und der Romagna, Fürst von Andria und von Venafro, Graf von Diois, Herr von Piombino, Camerino und Urbino, war ein unehelicher Sohn von Rodrigo Borgia, dem späteren Papst Alexander VI. aus der spanischen Familie Borgia, die ursprünglich aus Borja bei Saragossa stammte und ins Königreich Valencia eingewandert war. 
Er galt als hochbegabt, wurde zum Kirchenjuristen ausgebildet, erhielt bereits in früher Jugend kirchliche Pfründen, wurde 1491 Bischof von Pamplona, 1492 Erzbischof von Valencia und 1493 Kardinal – alles ohne jemals zum Priester geweiht worden zu sein. Nachdem sein jüngerer Bruder, der die Dynastie fortsetzen sollte, 1497 ermordet worden war, gab Cesare 1498 seine kirchlichen Ämter auf, kehrte in den weltlichen Stand zurück und heiratete 1499. Er wurde päpstlicher Legat und Feldhauptmann der Kirche. 1500 wurde er als Gonfaloniere zum obersten Befehlshaber der päpstlichen Truppen ernannt. 
Als Gegenleistung für Waffenhilfe gegen das Herzogtum Mailand erhob ihn der französische König 1498 zum Herzog von Valentinois. Nach der Eroberung Mailands unterwarf er an der Spitze französischer und päpstlicher Truppen in drei Feldzügen bis 1502 die Städte und Fürstentümer der Romagna, wobei Leonardo da Vinci ihm als Militäringenieur technische Hilfe leistete. Der Papst erklärte die Romagna zu einem erblichen Herzogtum und belehnte damit seinen Sohn. Das Fernziel des Papstes und seines Sohnes bestand darin, aus ganz Mittelitalien einschließlich dem Kirchenstaat ein Königreich der Borgia zu formen. Daher enteignete der Papst innerhalb des Kirchenstaats die mächtigsten Familien des päpstlichen Adels und belehnte seine eigenen Kinder mit ihren Herzogtümern. Die Borgia beherrschten 1503 neben der Romagna auch die Marken, Umbrien und Latium, somit den gesamten Kirchenstaat außer Bologna und dem Herzogtum Ferrara, wo Cesares Schwester Lucrezia Borgia mit dem regierenden Herzog verheiratet war. Nun versuchte Cesare, auch Florenz und die Toskana zu unterwerfen, obgleich diese unter dem Schutz der Franzosen standen, denen Cesare schließlich weichen musste. 
Nach dem Tod seines Vaters im August 1503 besetzte er den Vatikan und plünderte dessen Kasse. Er hatte die zwölf spanischen Kardinäle auf seiner Seite, paktierte aber heimlich mit den rivalisierenden Franzosen, um seine Herrschaftsgebiete zu sichern. Vor der Wahl von Papst Julius II. della Rovere, einem alten Rivalen seines Vaters, hatte er diesem die spanischen Stimmen im Konklave verschafft, gegen Zusicherung seiner Position als Oberbefehlshaber sowie seines Herzogtums und der Ländereien der Familie Borgia. Doch entmachtete und verhaftete ihn der neue Papst sogleich; damit riss er nicht nur den Kirchenstaat aus den Klauen Cesares, sondern vergrößerte ihn um die von Cesare eroberte Romagna. Nach gelungener Flucht nach Neapel ließ ihn König Ferdinand II. als Gefangenen nach Spanien bringen, wo er nach erneuter Flucht in das Königreich Navarra auswich, in dem sein Schwager Jean d’Albret regierte. Er kämpfte in dessen Diensten, bis er 1507 während der Belagerung der Festung Viana in einen Hinterhalt geriet und getötet wurde. 
Cesare Borgia ist das wohl bekannteste Beispiel für Nepotismus am Heiligen Stuhl. Seine Ziele verfolgte er mit militärischer Gewalt, politischer List und schreckte weder vor Verrat noch vor zahlreichen Morden, auch an engsten Verwandten, zurück. Wenige Jahre nach seinem Tod thematisierte um 1513 Niccolò Machiavelli die skrupellose Herrschaft Borgias in seinem Traktat Der Fürst (Il Principe) als vorbildhaft für die Regierung eines Alleinherrschers, der seine machtpolitischen Ziele mit jedem zu Gebote stehenden Mittel durchsetzt. Der Begriff Machiavellismus hat hier seinen Ursprung.

## Herkunft
Cesare Borgia wurde als Sohn des Kardinals Rodrigo Borgia und seiner Geliebten Vanozza de’ Cattanei geboren. Das genaue Geburtsdatum Cesares ist nicht bekannt, jedoch verweisen historische Quellen sowohl auf den 15. September 1475 als auch auf einen Apriltag im Jahr 1476. Vanozzas Herkunft liegt ebenfalls im Dunkeln, ihre Liaison mit dem Kardinal begann wohl 1474. Dieser hatte bereits zuvor drei illegitime Kinder mit anderen Mätressen gezeugt. Wohl noch vor Cesares Geburt verheiratete er Vanozza mit einem Verwaltungsbeamten des Kirchenstaates, Domenico d’Arignano, der sich meist auf Dienstreisen befand. Eine Mätresse mit Kind hätte die weiteren Karriereaussichten des Kardinals behindert, der 1476 zum Kardinaldekan und Vorsteher des Kardinalskollegiums und damit zum aussichtsreichsten Papabile aufstieg. Offiziell galten die Eheleute d’Arignano daher als Cesares Eltern, wodurch diesem der Makel nichtehelicher Herkunft in seiner Kindheit erspart blieb. Als weitere Kinder folgten 1476 Juan bzw. Giovanni, 1480 Lucrezia und 1481 Jofré. Nach dem Tod d'Arignanos verheiratete der Kardinal seine Geliebte um 1481 erneut, und zwar mit Giorgio di Croce, einem apostolischen Sekretär Sixtus’ IV., der ebenfalls oft auf Reisen war. Seit der Wahl Rodrigo Borgias zum Papst 1492 und der kurz danach erfolgten Ernennung des erst 16-jährigen Cesare zum Erzbischof von Valencia war dessen Herkunft als päpstlicher Bastard allgemein bekannt (siehe: Nepotismus am Heiligen Stuhl). Er übernahm damit das fast schon offizielle Amt eines Kardinalnepoten seines Vaters.
Juan sollte nach dem Willen des Vaters der Stammhalter der Familie werden, während Cesare als Kardinal die Macht der Familie in der Kurie absichern und vielleicht sogar eines Tages zum Papst gewählt werden sollte. Nach der Ermordung seines Bruders Juan im Juni 1497, deren Anstiftung Cesare später verdächtigt wurde, fiel ihm die Rolle des Stammhalters zu und er − dem seine Kirchenkarriere immer widerstrebt hatte − trat mit dem Segen des Vaters dankbar in den weltlichen Stand zurück, begann eine Militärkarriere und dachte an eine Heirat. 
Rodrigo Borgia entstammte dem valencianischen Geschlecht der Borgia. Dieses war einige Jahrzehnte zuvor nach Italien gekommen und hatte sich mit der Wahl von Rodrigos Onkel Alfonso Borgia zum Papst Kalixt III. neben den ansässigen italienischen Adelsgeschlechtern als Konkurrent um die Papstwürde etabliert. Für viele Italiener waren die Borgia verhasste Emporkömmlinge und wurden häufig diffamierend als Marranen bezeichnet – getaufte, aber ihrem Glauben treugebliebene spanische Juden.
Obwohl Cesare Borgia in Italien aufwuchs, hatten die spanischen Wurzeln seines Vaters einen starken Einfluss auf ihn. So sprach er etwa mit der Familie spanisch, verwendete stets die spanische Version seines Namens – César –, umgab sich ein Leben lang mit spanischer Dienerschaft und beherrschte zur Verwunderung der Italiener den Stierkampf. Ein Stierkampf auf dem Petersplatz im Jahr 1500 ist historisch belegt:

„Der venezianische Gesandte Paolo Capello berichtete, dass er bei einem Stierkampf, der am 24. Juni auf dem Petersplatz stattfand, sieben wilde Stiere tötete, indem er nach spanischem Brauch zu Pferde kämpfte und einem davon schlug er mit dem ersten Hieb den Kopf ab, was ganz Rom großartig dünkte.“

Sowohl Juan als auch Cesare werden als überdurchschnittlich groß und athletisch beschrieben. Beide hatten sie eine dunkle Gesichtsfarbe und dunkle Haare, die einen Zug ins Rötliche aufwiesen. Sie galten als gutaussehend, wobei jedoch Cesares Gesicht später durch Flecken und Narben entstellt wurde. Als Grund wird in den meisten Quellen eine Syphiliserkrankung genannt.

## Leben

### Frühe Jahre und Ausbildung
Als uneheliches Kind einer verheirateten Frau und eines hohen Geistlichen wurde Cesare Borgias Existenz zwar mit Diskretion behandelt, und es ist dementsprechend wenig über seine Kindheit bekannt, doch wuchs er vom Vater bestens versorgt in Rom wie ein Fürstensohn auf.
Wahrscheinlich lebte er zunächst mit seinen Geschwistern im Haushalt der Mutter in dem nahe beim Vatikan gelegenen Palast an der Piazza Pizzo di Merlo in Rom, eventuell war er später auch wie seine Schwester Lucrezia bei Adriana de Mila untergebracht, einer Tochter von Rodrigo Borgias Cousin Don Pedro de Milà. Sicher ist, dass er sich einen Haushalt mit seinem Bruder Juan teilte und von spanischen Hauslehrern wie Spaniolo di Maiorca und später Juan Vera de Ercilla eine umfassende, zeitgemäße Ausbildung erhielt. Diese beinhaltete neben Musik, Zeichnen, Arithmetik und euklidischer Geometrie auch das Studium des Französischen, Griechischen und Lateinischen. Er wurde dank intensiven körperlichen Trainings ein außergewöhnlich geschickter Reiter.
Cesare war ein brillanter Schüler und zeigte große Begabung und Wissensdrang. 1488 wurde ihm aufgrund seines Studieneifers ein Lehrbuch (Syllabica) gewidmet, in dem er als die „Zierde und Hoffnung“ des Hauses Borgia gepriesen wurde, die noch zu hohen Würden aufsteigen sollte. An den Haushofmeister seines Vaters, den Humanisten Lorenz Beheim, richtete der vielseitig interessierte Junge zudem einmal einen Fragenkatalog, in dem er ihn unter anderem über Chiffreschriften, Gifte und Festungsbau ausfragte und wissen wollte, ob es möglich sei, ein künstliches Gedächtnis zu schaffen, unter Wasser zu atmen, einen Totenkopf zum Sprechen zu bringen oder ob man Apparate erfinden könne, um von einer Burg zur anderen zu sprechen.

### Student und Bischof
Sein Vater plante schon sehr früh eine Kirchenkarriere für Cesare. Die ersten von vielen kirchlichen Pfründen wurden ihm als Siebenjährigem übertragen – im März 1482 wurde er von Papst Sixtus IV. zum Apostolischen Protonotar der Kirche ernannt, und noch im selben Jahr erhielt er eine Kanonikerstelle in der Kathedrale von Valencia.
Cesare begann um 1489 als etwa Vierzehnjähriger ein Studium der Rechtswissenschaften an der Universität von Perugia und erhielt am 12. September 1491 von Papst Innozenz VIII. das Bistum Pamplona in Spanien – sehr zur Empörung der lokalen Bevölkerung und obwohl er zu diesem Zeitpunkt noch nicht als Priester geweiht war. Die kirchlichen Pfründen wurden als Stipendium für das Studium verwendet. Im Herbst 1491 wechselte Cesare mit seinen beiden spanischen Studiengenossen und Günstlingen seines Vaters, Francesco Romolini aus Ilerda und Juan Vera aus Arcilla im Königreich Valencia, an die Universität Pisa, wo er unter Fillipo Decio „solchen Vorteil aus seinen Studien zog, dass er gelehrt und mit inständigem Verstand die Fragen des Zivil- und Kirchenrechts diskutierte“, die man ihm bei der Erlangung seiner Doktorwürde stellte. Auch der ihm kritisch gegenüberstehende Paolo Giovio sollte später seine hervorragenden Fähigkeiten sowohl im kanonischen als auch im zivilen Recht lobend hervorheben. In Pisa machte Cesare auch die Bekanntschaft von Giovanni, dem zweiten Sohn von Lorenzo de’ Medici, der dort ebenfalls studierte und später selbst Papst werden sollte. Cesare war ein begabter und eifriger Student, fiel aber auch durch ein luxuriöses Leben und seine Geldverschwendung auf.

### Papstsohn und Kardinal
Im Jahr 1492 gewann Rodrigo Borgia die Wahl zum Papst, doch Cesare nahm nach dem Willen seines Vaters nicht an den Krönungsfeierlichkeiten am 11. August teil. Am 31. August 1492 wurde Cesare zum Erzbischof von Valencia ernannt. Über das Auftreten Cesares als Erzbischof berichtete der ferraresische Gesandte Giandrea Boccaccio im März 1493:

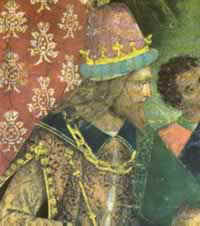
Cesare Borgia als römischer Kaiser in dem Fresko Disputation der hl. Katharina von Pinturicchio (1492–1496), Appartamento Borgia

„Ich traf Cesare vorgestern zu Hause in Trastevere; er ging gerade auf die Jagd in einer ganz weltlichen Kleidung; d.h. in Seide und bewaffnet, nur mit einer kleinen Clerica wie ein einfacher Kleriker der Tonsur. Indem ich mit ihm ritt, unterhielt ich mich eine Weile mit ihm. Meine Bekanntschaft mit ihm ist sehr familiär. Er ist von großem und ausgezeichnetem Genie und von vornehmen Naturell; er trägt die Art eines großen Fürstensohnes zur Schau; er ist ganz besonders heiter und fröhlich, ganz und gar festlich. Bei seiner großen Bescheidenheit macht er eine viel bessere und vorzüglichere Erscheinung als sein Bruder, der Herzog von Gandía. Auch dieser ist gut begabt. Der Erzbischof hatte niemals Neigung zum geistlichen Stande. Aber sein Benefizium trägt ihm mehr als 16.000 Dukaten ein. Wenn jenes Projekt der Vermählung zustande kommt, so werden seine Pfründen einem anderen seiner Brüder (Joffre) zufallen, welcher etwa 13 Jahre alt ist.“

Am 23. September 1493, ein Jahr nachdem sein Vater als Papst Alexander VI. den Heiligen Stuhl bestiegen hatte, erhob dieser den 17-jährigen Cesare sowie zwölf weitere Günstlinge zu Kardinälen. Cesare wurde Kardinaldiakon von Santa Maria Nuova. Diese Erhebungen, besonders Cesares, stießen auf große Gegenwehr unter den Kardinälen. Kardinal Giuliano della Rovere (später Papst Julius II.), bekam darüber gar einen seiner berüchtigten Wutanfälle und weigerte sich bei der Investitur der neuen Kardinäle, die ihm zustehende zeremonielle Rolle zu übernehmen.
Da unehelich geborene Personen keine Kirchenämter innehaben durften, erließ Alexander VI. am 20. September 1493 eine öffentliche päpstliche Bulle, in der Cesare als ehelicher Sohn Vanozzas und ihres ersten Ehemanns, Domenico da Rignano, bezeichnet wurde. In einer zweiten, geheimen Bulle, erkannte Papst Alexander Cesare jedoch als seinen eigenen Sohn an. Am 17. Oktober 1493 zog der Papstsohn als neuer Kardinal von Valencia (ein ehemaliger Titel seines Vaters) in Rom ein. In Anlehnung an seine reiche Diözese wurde Cesare von nun an Valentino genannt. Das Kardinalat wurde nicht als geistliches Amt, sondern als Verwaltungsposten mit dem Recht der Papstwahl angesehen. Er hatte somit bis zu seiner Rückkehr in den weltlichen Stand die Rolle eines Kardinalnepoten inne. Während seiner Zeit als Kardinal wurde er nicht zum Priester geweiht, feierte keinen Gottesdienst und fühlte sich nicht der Seelsorge verpflichtet. Des Weiteren war er päpstlicher Verwalter des Zisterzienserklosters von Valldigna (seit dem 31. August 1492), des Benediktinerklosters von Abondance, der Diözese von Genf, von Szent Márton de Pannonie, der Diözese von Győr in Ungarn, von San Vittore in Mailand, der Diözese von Nantes in Frankreich (vom 9. August 1493 bis zum 4. November 1493), von Elne (vom 20. Januar 1495 bis zum 6. September 1499) und von Coria (von 1495 bis zum 22. Juli 1497).

### Geisel des französischen Königs
Cesare wohnte als Kardinal im Vatikan und war als Ratgeber und Vertrauter seines Vaters in alle wichtigen Vorgänge eingeweiht. Politisch geriet der Papst immer mehr in Isolation. Im Jahr 1494 unternahm der französische König Karl VIII. einen Feldzug nach Italien, um seinen Anspruch der Anjou auf das Königreich Neapel durchzusetzen. Zu diesem Zweck verbündete er sich mit Ludovico Sforza, dem Herzog von Mailand. So drangen die Franzosen unter der Führung Karls VIII. mit einem gut ausgerüsteten Heer mit vielen deutschen und schweizerischen Söldnern nach Italien vor. Nach dem Einmarsch der französischen Armee in Rom am 31. Dezember 1494 zogen sich Alexander und sein Sohn in die Engelsburg zurück. Zu Alexanders Feinden in dieser Zeit zählten die einflussreichen Familien Colonna und della Rovere. Kardinal Giuliano della Rovere, der nach Frankreich geflohen war und die Franzosen nach Rom begleitet hatte, und einige andere Kardinäle verlangten ein Konzil zur Absetzung des Papstes aufgrund seiner simonistischen Wahl.

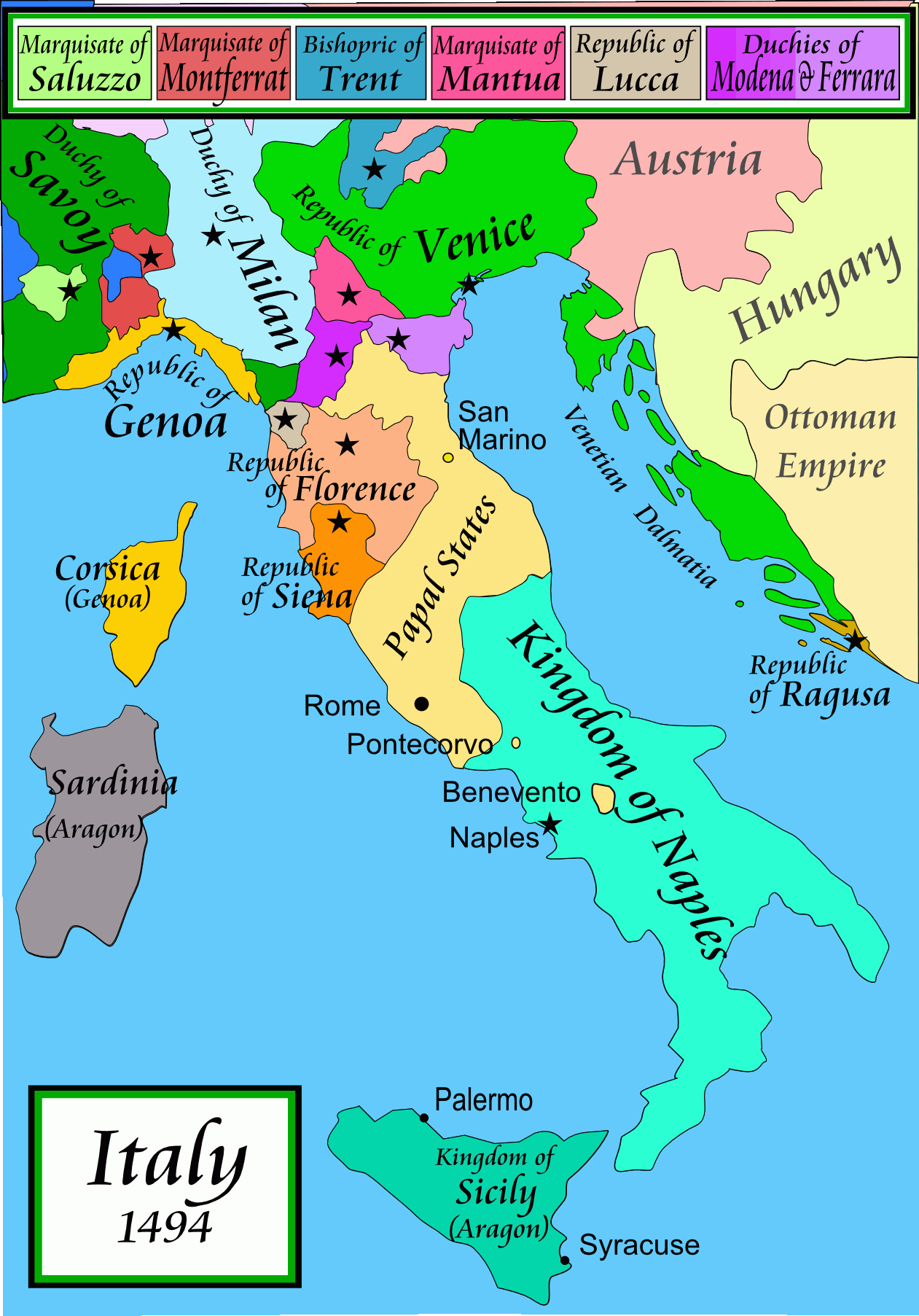
Italien um 1494

Bei einer persönlichen Begegnung zwischen Alexander VI. und Karl VIII. kam es zu einer Versöhnung unter bestimmten Konditionen, unter anderem dass Cesare als Geisel den französischen König nach Neapel begleiten sollte. Nach zwei Tagen bei einer Rast in Velletri entkam der gute Reiter Cesare, als Stallknecht verkleidet. Später wurde bekannt, dass Cesare die siebzehn mitgeführten Maultiere mit Truhen beladen hatte, die mit Sand und Ziegelsteinen gefüllt waren. Diese spektakuläre Flucht kann als Ausgangspunkt für seinen Ruf als listenreicher und wenig berechenbarer Taktierer angesehen werden. Während dieser Zeit erkrankte Cesare an Syphilis, auch Franzosenkrankheit oder gallische Krankheit genannt.
Nach der Eroberung Neapels durch Karls Truppen organisierte Papst Alexander VI. ein militärisches Abwehrbündnis, wodurch Karl und die französischen Truppen aus Italien vertrieben wurden. Nach dem Abzug der Franzosen aus Italien lebte Cesare weiterhin als Kardinal im Vatikan und genoss einen luxuriösen Lebensstil:

„Er übte mit seinem hübschen Gesicht und seinem athletischen Körper die gleiche Anziehung auf Frauen aus wie sein Vater. Er war damals schon bekannt für seine Extravaganz und gab zweifellos viel Geld aus für kostbare Stoffe und Berberpferde.“

Auch die ersten Anzeichen einer Syphiliserkrankung in Form einer vermehrten Bildung von Flecken und Narben an Cesares Körper wurden bereits kurz nach seiner Rückkehr in Rom erwähnt:

„Mit der prächtigen Kleidung wollte er ablenken von seinem von der Krankheit entstellten Gesicht.“

Alexander VI. ließ am 9. Juni 1497 seinen Sohn Cesare zu seinem Stellvertreter in Neapel erklären, der in seinem Namen die Krönung Friedrich von Aragons vornehmen sollte. Am 15. Juni 1497 sollten Cesare und Juan planmäßig nach Neapel aufbrechen, um den Krönungsakt zu realisieren und dann vom neapolitanischen König persönlich mit neapolitanischen Herrschaften belehnt zu werden. Am Abend des 14. Juni 1497 veranstaltete Vanozza in ihrem Weinberg bei der Kirche San Pietro in Vincoli ein kleines Fest, an dem neben einigen anderen Gästen auch Cesare, Juan und Kardinal Juan Borgia von Monreale teilnahmen. Nachdem Juan Borgia am Nachmittag des 16. Juni 1497 tot und mit zahlreichen Stichwunden übersät mit einem Fischernetz bei der Kirche von San Maria del Popolo aus dem Tiber gezogen worden war, wurde auch unter anderem Cesare der Mittäterschaft an der Ermordung seines Bruders Juan, des Herzogs von Benevent und Gandía, beschuldigt. Im Juli 1497 krönte Cesare als päpstlicher Legat Friedrich von Aragon zum König von Neapel. Er ließ sich am 17. August 1498 von Papst Alexander VI. und dem Kardinalskollegium von seinen geistlichen Ämtern befreien, um sich ganz der Rückeroberung des Kirchenstaats widmen zu können. Zur Begründung brachte er vor, „dass er von früher Kindheit an immer mit ganzer Seele dem weltlichen Stand zugeneigt gewesen, dass aber der Vater gewollt habe, er solle sich dem geistlichen Stand widmen und er geglaubt habe, sich seinem Willen nicht widersetzen zu dürfen. Da aber nun sein Sinnen und Trachten und seine Neigung auf das weltliche Leben gerichtet seien, ersuche er Seine Heiligkeit Unseren Herrn, er möge sich mit besonderer Nachsicht dazu herablassen, ihm einen Dispens zu erteilen, so dass es ihm, nachdem er geistliche Würde und Gewand abgelegt habe, in den weltlichen Stand zurückkehren und eine Ehe einzugehen gestattet sei. Er erbitte nun die hochwürdigen Kardinäle, bereitwillig ihre Zustimmung zu einem solchen Dispens zu geben.“ Am 1. Oktober 1498 kam er als päpstlicher Legat an den französischen Hof.

### Herzog von Valentinois
Nach dem Tod des französischen Königs Karl VIII. am 7. April 1498 bildete dessen Nachfolger Ludwig XII. eine gegen das Herzogtum Mailand gerichtete Allianz mit der Republik Venedig. Er benötigte außerdem den kirchlichen Dispens zur Auflösung seiner kinderlosen Ehe mit Jeanne, der Schwester Karls VIII., um danach dessen Witwe Anne de Bretagne ehelichen zu können. Als Gegenleistung für die Annullierung der Ehe durch Alexander VI. erhielt Cesare die Belehnung mit dem Herzogtum Valentinois in der Provence und erhebliche Einkünfte in Goldfrancs. Weiters wurde er zum Befehlshaber französischer Truppen ernannt und ihm eine vom französischen König unterhaltene Truppe von 100 Lanzen (400 Mann) zugesichert. Zudem sollte Cesare nach der Eroberung Mailands die Herrschaft von Asti zufallen und er in den Michaelsorden aufgenommen werden. Ludwig XII. versprach darüber hinaus, sich für eine Eheschließung Cesares mit einer französischen Adeligen einzusetzen. Als Ehefrauen wurden Cesare Anne de Foix-Candale, Tochter des Grafen Gaston II. de Foix-Candale und Cousine von Anne de Bretagne, sowie Charlotte d’Albret, Nichte von König Ludwig XII. und Schwester des Königs Johann von Navarra, angeboten, wobei sich Cesare für letztere entschied.

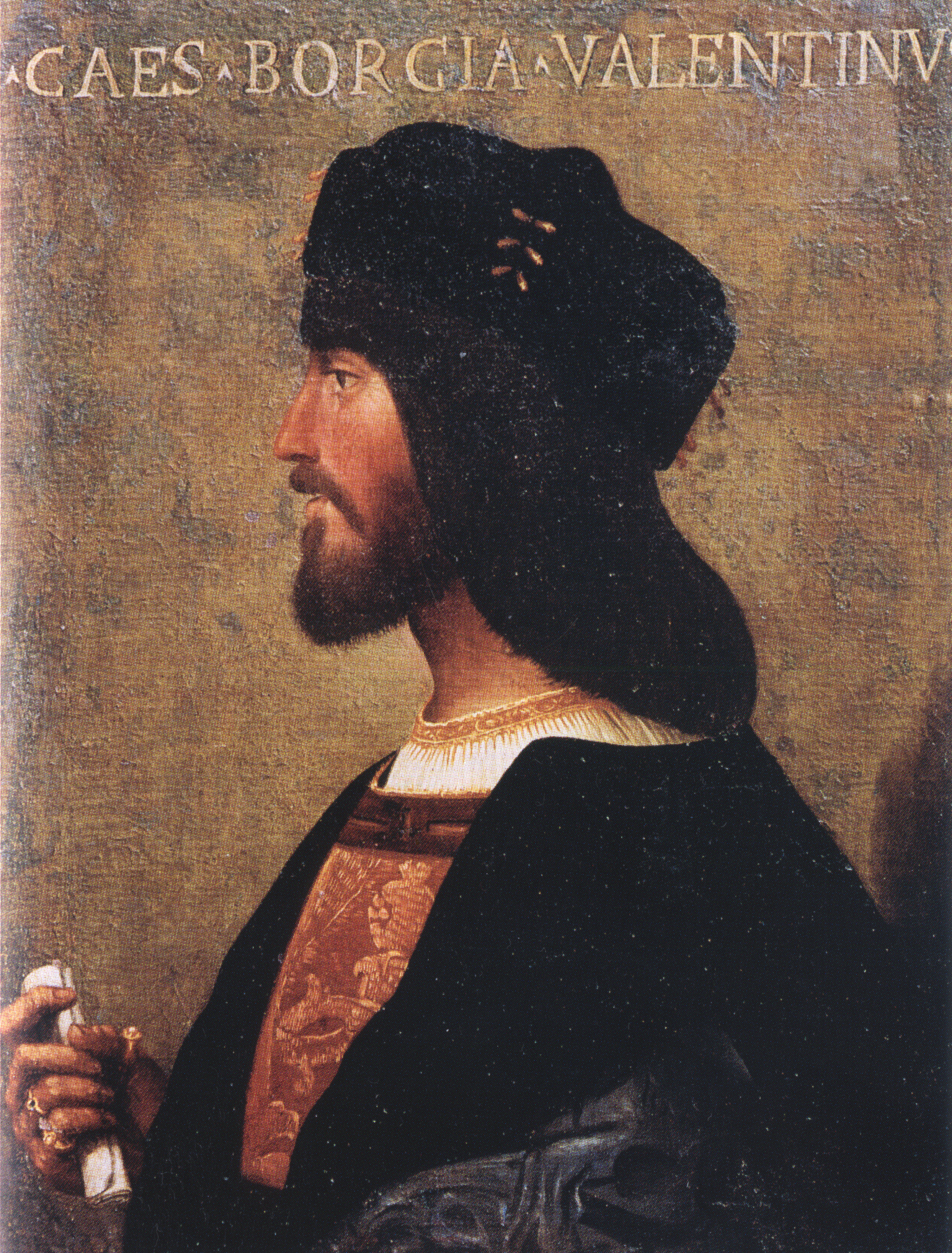
Cesare Borgia als Herzog von Valentinois

Cesare erhielt 1498 schließlich das Herzogtum (eine alte französische Landschaft mit der Hauptstadt Valence), der französische König wurde von seiner Ehefrau geschieden und der Papst beendete das Bündnis mit dem König von Neapel. Obwohl Ludwig XII. im Vertrag mit Alexander VI. bereits einer ehelichen Verbindung von Cesare mit seiner Nichte zugestimmt hatte, wurde Cesare von der Familie d’Albret nicht als ebenbürtig angesehen. Während der zähen Verhandlungen, die sich bis ins Jahr 1499 zogen, weilte Cesare am französischen Hof. Der Ehevertrag im April 1499 sah vor, dass Charlottes Vater Alain d’Albret von Alexander VI. 200.000 Dukaten erhielt und Charlottes Bruder Amanieu zum Kardinal erhoben wurde. Am 12. Mai 1499 wurde die Ehe geschlossen und vollzogen, wobei der Vollzug der Ehe am Nachmittag und Abend eindrucksvoll geschildert wurde:

„Im Schloss zu Blois warteten berittene Kuriere, um Cesares glorreiche Taten im Bett seiner schönen Ehefrau auf schnellstem Wege den Höfen Italiens, Frankreichs und Spaniens zu verkünden, zum einen, weil die vollzogene Ehe nicht mehr ohne weiteres für nichtig erklärt werden konnte; zum anderen, weil die Leistungen der männlichen Zeugungsfähigkeit dem persönlichen Ansehen des Helden ganz ungemein zugute kamen.“

Ein französischer Sonderkurier meldete am 23. Mai im Vatikan die Eheschließung. Cesare verbrachte einige Wochen mit seiner Frau, in denen Charlotte mit seiner legitimen Tochter Luisa schwanger wurde. Nach seiner Rückkehr nach Italien hatte er mehrere Beziehungen zu verschiedenen Frauen, unter anderem zu Dorothea Carracciolo und zu der berühmten Kurtisane Fiammetta de’ Michelis, und zeugte die beiden unehelichen Kinder Camilla und Gerolamo. In Frankreich ernannte der französische König Cesare noch zum Grafen von Diois sowie zum Herrn von Issoudun und nahm ihn in den Michaelsorden, den höchsten französischen Orden, auf. Ludwig XII. versprach Cesare, ihn nach der Eroberung Mailands mit ausreichend Truppen für seine eigenen Eroberungspläne in der Romagna auszustatten. Bereits Mitte Juli 1499 drangen Ludwig und Cesare an seiner Seite mit französischen und schweizerischen Truppen über die Alpen nach Italien vor, um die angeblichen Rechte der französischen Krone auf Mailand durchzusetzen. Ludovico il Moro war militärisch und politisch völlig isoliert, da Venedig, Genua, Florenz und der Kirchenstaat mit Frankreich verbündet waren und die anderen großen Fürstentümer und Stadtstaaten Norditaliens sich nach und nach diesem Bündnis anschlossen. Machiavelli stellte fest:

„Genua ergab sich; die Florentiner wurden seine Freunde, der Marchese von Mantua, der Herzog von Ferrara, Bentivoglio, die Herrin von Forlì, die Herren von Faenza, von Pesaro, von Rimini, Camerino, Piombino, die Republiken Lucca, Pisa, Siena, sie alle richteten sich auf, um seine Freundschaft zu erwerben.“

Am 6. Oktober 1499 zog Ludwig XII. kampflos in Mailand ein, da Ludovico und Ascanio Sforza nach Österreich ins Exil geflohen waren und die Mailänder ihm den Treueeid schworen. Ludwig kehrte nach der raschen Einnahme Mailands wieder nach Frankreich zurück und unterstellte Mailand seinem Condottiere Gian Giacomo Trivulzio. Zudem beauftragte er Stuart d’Aubigny mit der Eroberung Neapels und übergab Cesare eine Streitmacht von 400 Lanzen zur Begründung einer eigenen Feudalherrschaft in der Romagna unter der Bedingung, dass seine Eroberungen nicht das Bündnis zwischen Venedig und Frankreich beeinträchtigen sollten.

### Feldherr in der Romagna (1499–1502)

Cesare Borgias Wappen als Herzog von Valentinois, Herzog der Romagna und Gonfalonier der Kirche

#### Ziel der Feldzüge
Am 21. November 1499 begann Cesare an der Spitze französischer und päpstlicher Truppen den ersten von insgesamt drei Feldzügen nach Italien und eroberte verlorene Gebiete des Kirchenstaates zurück, wobei er die Errichtung eines geeinten Königreiches in Mittelitalien, bestehend aus dem Kirchenstaat seines Vaters und weiteren Eroberungen, anstrebte. Auf seinen weiteren Eroberungszügen ab dem 1. Oktober 1500 besetzte er mit 10.000 Mann die Städte Pesaro, Rimini, Faenza, das Fürstentum Piombino in Mittelitalien und die Insel Elba, Teile der Marken und Umbriens und nahm den Titel eines Grafen von Urbino, von Camerino und Piombino an. Bologna und Florenz konnte er allerdings nicht einnehmen. Ziel der Feldzüge Cesares ab dem Jahr 1500 war, das aus verschiedenen päpstlichen Lehen neu gebildete Herzogtum Romagna in Familienbesitz zu bringen, wobei das feudale Verhältnis zwischen den Städten und ihren Regenten und dem Papst als ihrem Lehnsherrn im Kirchenstaat wiederhergestellt und die Tributzahlungen eingefordert werden sollten. Nach und nach stürzte er die Stadtherren in den einzelnen eroberten Städten durch Verrat oder militärischen Einsatz (unter anderem Pandolfo Malatesta in Rimini im Jahr 1500, Giovanni Sforza in Pesaro im Jahr 1500, Astorre Manfredi in Faenza im Jahr 1501, Guidobaldo da Montefeltro und Elisabetta da Montefeltro in Urbino am 21. Juni 1502 und Giulio Cesare da Varano in Camerino in den Marken am 20. Juli 1502), enteignete sie und organisierte die Verwaltung neu.

#### Erster Romagnafeldzug
Ein venezianischer Bericht über eine Unterredung zwischen Juan Borgia, dem Kardinal von Monreale, und einem Vertreter Venedigs beschreibt die Pläne Cesares bezüglich der Eroberung der Romagna:

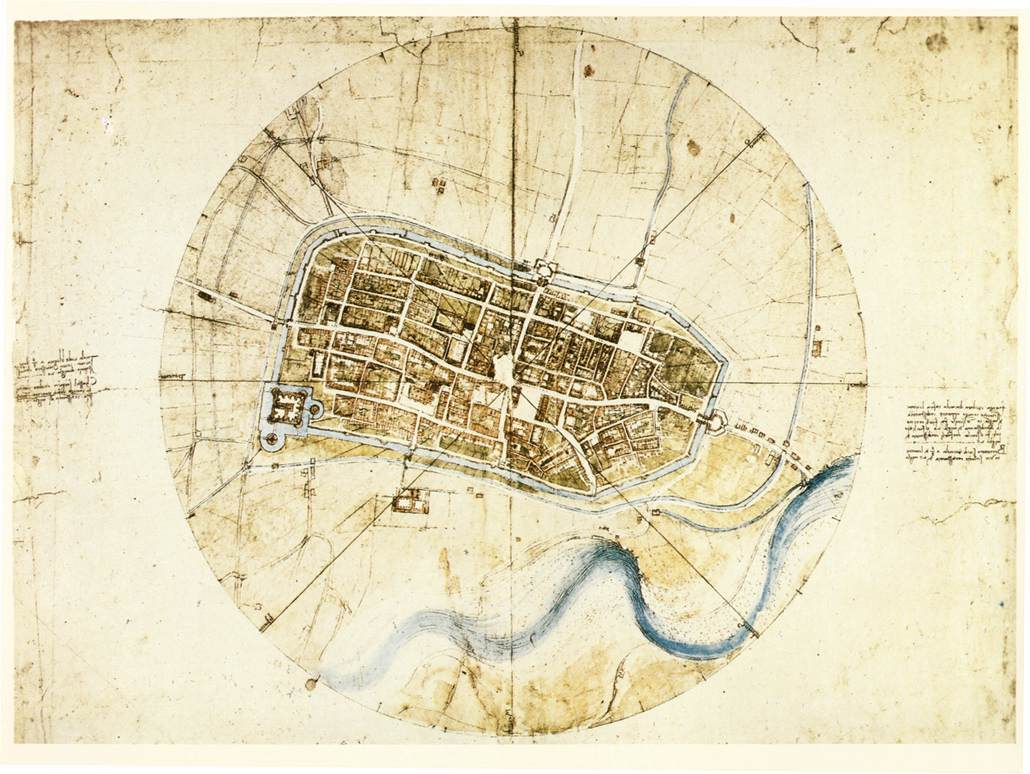
Karte der Stadt Imola, gezeichnet von Leonardo da Vinci im Jahr 1502 für Cesare Borgia, Royal Library, Windsor

„Der Legat sagte, er habe einen verschlüsselten Brief vom Herzog von Valence, in dem es heiße, daß er Ferrara nicht haben wolle, denn dies sei ein großer Staat und sein Herr sei alt und beliebt beim Volke und er habe drei Söhne, die ihn nicht in Frieden lassen würden, wenn er Herr von Ferrara wäre. Jedoch wolle er Imola und Forlì und Pesaro oder auch Siena und Piombino haben, wie immer unsere Signora meine, und er wolle Messer Giovanni Bentivoglio aus Bologna vertreiben und diese Stadt der Kirche zurückgeben.“

Obwohl Imola und Forlì Teil des Kirchenstaates waren, schienen die dort herrschenden lokalen Feudalherren ihre Lehenspflichten gegenüber dem Papst als ihren Lehensherren schon seit längerer Zeit nicht mehr zu erfüllen. Nachdem Papst Alexander VI. im März 1499 das Vikariat der Sforza-Riario in Forlì und Imola für erloschen erklärt hatte, übertrug er es Cesare. Im November 1499 griff Cesare die beiden Städte mit einer Streitmacht von 10.000 Mann an, nachdem sich seine französischen und schweizerischen Kontingente bei Cesena mit seinen italienisch-spanischen Truppen vereinigt hatten. Imola ergab sich kampflos am 27. November 1499 und Forlì konnte nach zwei Monaten Belagerung am 12. Januar 1500 eingenommen werden, wobei die Vikarin von Forlì, Caterina Sforza, in Gefangenschaft geriet. Am 26. Januar 1500 musste Cesare seinen ersten Feldzug abbrechen, da der Großteil seiner Truppen unter der Führung von Yves de´Allegre und des Bailli von Dijon zur Unterstützung der im Norden stehenden französischen Truppen wieder nach Mailand marschierte. Nach der Eroberung von Imola und Forlì zog er am 26. Februar 1500 mit Caterina Sforza, der Witwe Girolamo Riarios und Nichte Ludovico Sforzas, als Gefangene feierlich in Rom ein. Am Sonntag, den 29. März 1500 wurde er von Papst Alexander VI. zum Gonfaloniere und zum obersten Befehlshaber der päpstlichen Truppen ernannt.

#### Zweiter Romagnafeldzug
Cesare war nun Gonfaloniere der päpstlichen Truppen, Herzog von Valence, Graf von Diois, Herr über Issoudun, Forlì und Imola sowie Mitglied des Michaelsordens. Nach einem erfolglosen Versuch, seine Herrschaft über Mailand zurückzugewinnen, geriet Ludovico Sforza am 10. April 1500 durch Verrat in die Gefangenschaft der Franzosen. Da sich der Papst und Cesare Borgia mit den Franzosen gegen Spanien und Neapel verbündet hatten, kam es zu schweren Konflikten mit dem Schwiegersohn und Schwager. Alfonso von Aragon, Herzog von Bisceglie und zweiter Ehemann von Lucrezia Borgia, wurde schließlich nach einem erfolglos auf ihn verübten Attentat am 15. Juli 1500 zwischen Petersplatz und dem Palazzo Santa Maria in Portico, am 18. August 1500 wahrscheinlich von Micheletto Corella im Auftrag Cesares oder des Papsts erdrosselt. Nachdem Venedig seinen Widerstand gegen einen zweiten Feldzugs Cesares in die Romagna aufgegeben hatte, brach Cesare am 1. Oktober 1500 mit mehr als 10.000 Mann auf und zog von Nepi über Fano nach Pesaro weiter. Nachdem Giovanni Sforza aus Pesaro und Pandolfaccio Malatesta aus Rimini geflohen waren, zog Cesare im Oktober 1500 in die beiden Städte ein. Am 7. November 1500 konnte Cesare einen weiteren Erfolg verzeichnen, als die im Val di Lamone begüterte Familie di Naldo sich Cesare anschloss und ihm ihre elf Burgen zur Verfügung stellte. Cesare marschierte unterdessen weiter entlang der Via Flaminia von Rimini über Fano nach Faenza.
Während Pesaro und Rimini ohne Widerstand in die Hände Cesares fielen, wollten sich die Manfredi nicht kampflos geschlagen geben. Cesare war daher gezwungen, als Truppenführer zum ersten Mal selbst eine Stadt zu belagern. Nach dreitägigem Beschuss der Stadt brach ein Teil der Stadtmauern ein und Söldner konnten durch die Bresche in Faenza eindringen. Die Bürger Faenzas schlugen jedoch die Söldner wieder zurück und brachten Cesares Truppen erhebliche Verluste bei. Die Belagerung musste im Winter unterbrochen werden und führte erst im nächsten Frühjahr zum Erfolg. Dabei griff Cesare Borgia einen Vorschlag von Leonardo da Vinci auf, der ihn kurzzeitig beriet, und ließ einen gewaltigen Rampenturm errichten. Die Belagerten schichteten eilig weitere Steine auf die Mauerkrone und überlasteten damit die nicht weiter verstärkten Grundmauern. So konnte Cesare eine Bresche in die Befestigung sprengen. Am 25. April 1501 kapitulierte die Bevölkerung von Faenza, geschwächt durch die Blockade im Winter und den Dauerbeschuss von Cesares Artillerie. Es gab keine Rache, keine Hinrichtungen, keine Plünderungen und Kontributionen für die Bevölkerung. Entgegen den Kapitulationsvereinbarungen ließ Cesare Astorre Manfredi und seinen älteren Halbbruder Ottaviano, denen freies Geleit zugesagt worden war, 1501 festnehmen und in der Engelsburg festsetzen. Im darauffolgenden Jahr wurden die beiden erwürgt aus dem Tiber gezogen. Ihr Schicksal hielt Johannes Burchard in seinem Liber notarum fest:

„Am Donnerstag, 9. Juni fand man im Tiber erstickt und tot mit einer Armbrust am Hals den Herrn von Faenza, einen jungen Mann von etwa 18 Jahren, so schön an Aussehen und Gestalt, das man unter 1000 Altersgenossen keinen seinesgleichen hätte finden können, ferner zwei junge Leute, die mit den Armen aneinander gebunden waren, einer von 15, der andere von 25 Jahren, bei ihnen eine Frau und viele andere.“

Sofort nach der Eroberung Faenzas ließ Cesare einen Teil seiner Truppen unter der Führung von Vitellozzo Vitelli und Paolo Orsini nach Norden marschieren. Ihr erstes Ziel war das mächtige Castel Bolognese, das als Enklave zwischen Imola und Faenza lag. Obwohl Bologna zwar de jure päpstliches Lehen war und zum Kirchenstaat gehörte, stand Giovanni Bentivoglio, der Herrscher Bolognas, unter dem besonderen Schutz des französischen Königs. Nachdem Giovanni Bentivoglio von Bologna sich mit Cesare geeinigt hatte, konnte Paolo Orsini am 28. April 1501 das Kastell für Cesare in Besitz nehmen. Darüber hinaus verpflichtete sich Bentivoglio noch, Cesare 100 Lanzen auf die Dauer von drei Jahren zur Verfügung zu stellen. Im Gegenzug erklärte sich Cesare vertraglich bereit, gegen Bentivoglio keine weitergehenden Ansprüche geltend zu machen, wobei auch Vitellozzo Vitelli sowie Paolo und Giulio Orsino diesen Vertrag unterzeichneten. Am 15. Mai wurde Cesare von Papst Alexander VI. zum Herzog der Romagna und damit zum erblichen Herrscher über die von ihm eroberten Gebiete ernannt, wodurch die Säkularisation des Kirchenstaates eingeleitet wurde.
Nach dem Abschluss des Vertrags mit Bentivoglio marschierte Cesare durch die Toskana nach Florenz, das eigentlich unter dem Schutz des französischen Königs stand. Die Bevölkerung von Florenz bewilligte Cesare im Vertrag von Campi vom 15. Mai 1501 eine Condotta mit einer Bezahlung von 36.000 Golddukaten und verpflichtete sich, Cesare nicht an der Eroberung des bislang unter ihrem Schutz stehenden Piombino zu hindern und ihm zur Unterstützung 300 Lanzen zu stellen. Als Cesare den Befehl des französischen Königs erhielt, die Toskana zu verlassen, war er schon auf dem Weg nach Piombino am Tyrrhenischen Meer. Cesare ließ seine vor Piombino lagernden Truppen unter dem Befehl von Gian Paolo Bagnoli zurück und erschien am 17. Juni 1501 in Rom, nachdem ihn sein Vater zur Rückkehr aufgefordert hatte. Als französischer Herzog war er zur Unterstützung des französischen Königs verpflichtet, als die von Fabrizio und Prospero Colonna im Namen des neapolitanischen Königs verteidigte Stadt Capua unter der Führung der französischen Hauptmänner d’Aubigny und d’Allegre mit Artillerie beschossen und schließlich gestürmt wurde. Alexander ächtete schließlich die Familien Colonna, Savelli und Gaetani, zog ihre Güter ein und verteilte sie an die jüngsten Borgia-Nachkommen. Lucrezias ältester Sohn Rodrigo erhielt die Herzogtümer Sermoneta, Albano, Nettuno, Ardea, Ninfa und Norma und Giovanni Borgia wurden die Herzogtümer Nepi und Palestrina zugeteilt. Jacopo d’Appiano wurde aus Piombino vertrieben und die Stadt umgehend zum Bischofssitz erhoben.

#### Dritter Romagnafeldzug
Innerhalb von knapp drei Jahren hatten Alexander und Cesare die Güter der römischen Barone – mit Ausnahme der Orsini – sowie die Herrschaft über Imola, Castell Bolognese, Faenza, Forli, Cesena, Rimini, Pesaro und Piombino an sich gerissen. Die Borgia regierten innerhalb des Kirchenstaates allerdings noch nicht über Bologna, Urbino, Camerino und Senigallia sowie über die von Cesares Condottieri beherrschten Gebiete. Anfang Juni 1502 begann Cesare seinen dritten und letzten Feldzug in der Romagna, wobei er zunächst mit 10.000 Mann und seiner hervorragenden Artillerie die alte Via Flaminia über Spoleto nach Foligno hinaufzog. Cesare schwenkte am 20. Juni 1502 jedoch plötzlich mit 2.000 Mann von der Via Flaminia in Richtung Urbino zur Festung San Leo ab und zeitgleich marschierten von San Marino im Norden und Fano im Osten weitere Kontingente von Cesare in das Herzogtum ein, um Guidobaldo von Montefeltro die Fluchtwege abzuschneiden. Kurze Zeit nach der Vertreibung des Herzogs von Urbino wurde auch Camerino durch Cesares Condottieri Oliverotto Effreducci und Francesco Orsini für die Borgia erobert. Giulio Cesare da Varano, der bisherige Herr über Camerino, geriet in Gefangenschaft. Er wurde zweieinhalb Monate später – vermutlich von Michelotto – erwürgt.

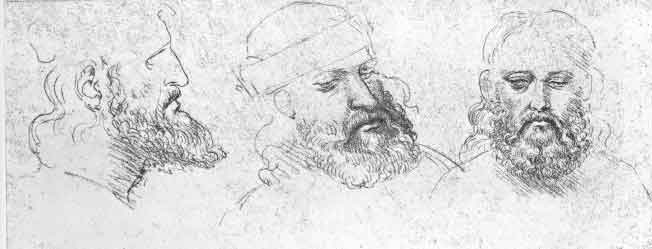
Kopfstudien eines Mannes von Leonardo da Vinci; vermutlich handelt es sich um eine Darstellung Cesare Borgias

Mit seinem zweiten und dritten Feldzug in die Romagna, wo er wiederum mit einem kleinen Söldnerheer in kurzer Zeit die Lehnsherren des Kirchenstaates vertrieb oder ermordete, errang er militärische Erfolge und eine beträchtliche Macht. Bereits im Mai 1501 von seinem Vater zum erblichen Herzog der Romagna ernannt, erlangte er die volle Herrschaft über die Region zwischen Apennin und Adria aber erst 1502 nach der Einnahme der Städte Urbino am 21. Juni 1502 und Camerino in den Marken am 20. Juli 1502 und der Vertreibung der bisherigen Regenten Guidobaldo da Montefeltro und Elisabetta da Montefeltro aus Urbino und Giulio Cesare da Varano aus Camerino.
Der Hof des vertriebenen Herzogs von Urbino Guidobaldo in der Stadt Urbino, in dem sich Cesare einquartiert hatte, wurde zum Treffpunkt berühmter Persönlichkeiten. In Cesares Gefolge war Leonardo da Vinci, der im Laufe des Jahres 1500 oder 1501 in Cesares Dienste getreten war und im Mai 1501 für Cesare Pläne zur Trockenlegung der Sümpfe bei Piombino entworfen hatte. Im Juli unterstützte er dann Cesares Condottieri bei einem in Arezzo angezettelten Aufstand gegen Florenz mit Kartenmaterial, das sich heute teilweise in der Royal Library von Windsor befindet. Es ist allerdings umstritten, ob Leonardos Kreidestudie eines Kopfes in drei Ansichten in Turin Cesare Borgia darstellt. In Urbino machte Leonardo die Bekanntschaft von Niccolo Machiavelli, der als Gesandter von Florenz an Cesares Hof gekommen war. Am 18. August 1502 gelang es ihm, den von Geldnöten geplagten Leonardo da Vinci für zehn Monate als Militäringenieur seines Heeres einzustellen. Leonardo reiste nunmehr als Architekt und Generalingenieur in die Marken und die Romagna und widmete sich dem Studium der Festungsanlagen und der Verteidigung des Territoriums. Während dieser Zeit zeichnete er Karten der Stadt Imola sowie der Toskana und des Chiana-Tals für Cesare Borgia.

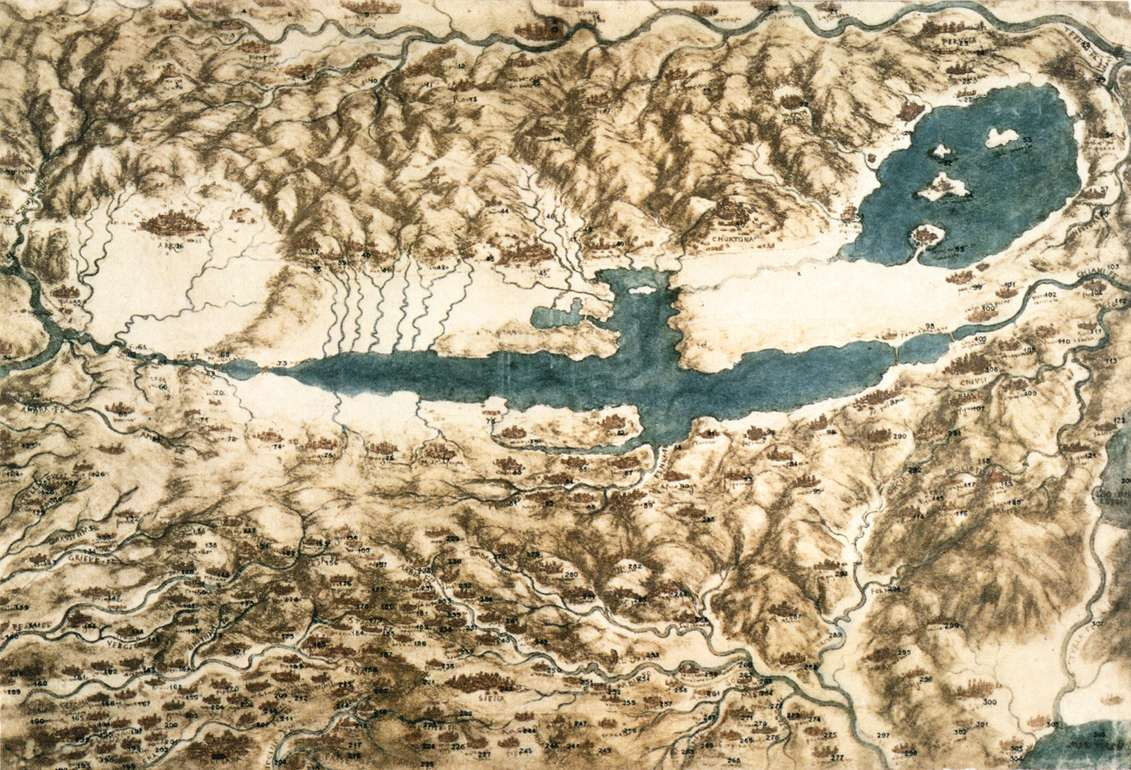
Karte der Toskana und des Chiana-Tals, gezeichnet von Leonardo da Vinci im Jahr 1502 für Cesare Borgia, Royal Library, Windsor

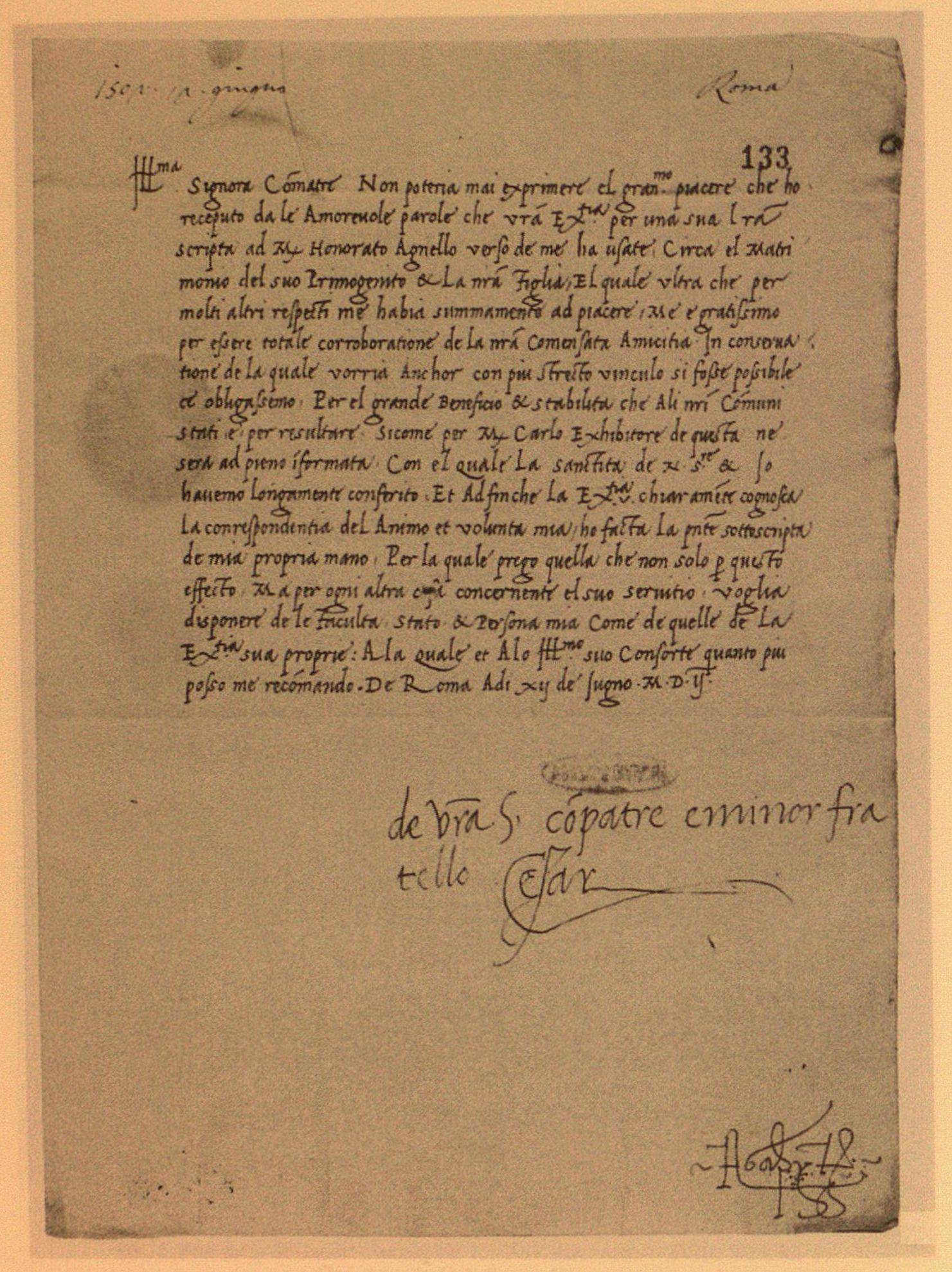
Ein eigenhändiger Brief Cesare Borgias vom 12. Juni 1502 an Isabella d’Este. Mantua, Archivio di Stato, Autografi, busta 5, c. 133

Nachdem Cesares Condottieri Giampaolo Baglioni und Oliverotto vom Chiana-Tal aus die ganze Toskana in Unruhe versetzt und gegen Florenz aufgebracht hatten, rechtfertigte Cesare sich gegenüber den florentischen Gesandten Machiavelli und Piero Soderini damit, dass Florenz den Vertrag von Forno di Campi nicht eingehalten habe. Die drohende Angst vor einem Einmarsch von Cesare in Florenz endete erst, als der französische König von Asti aus Hilfstruppen nach Florenz sendete. Abgesandte von Venedig sowie die della Rovere, ein Sohn Bentivoglios von Bologna, Francesco Gonzaga von Mantua, Giovanni Sforza von Pesaro und Guidobaldo von Montefeltre suchten Ludwig auf und beklagten sich über die Eroberungszüge Cesares. Nachdem Cesare als Ritter des Johanniterordens verkleidet Fermignano heimlich verlassen hatte, kam er nach kurzen Aufenthalten in Forli und am Hof von Ferrara am 5. August 1502 am französischen Hof in Mailand an. Über seinen Empfang berichtete ein Gesandter:

„Der Allerchristlichste König begrüßte und umarmte ihn mit großer Freude und führte ihn zum Schloß, wo er ihn in der Kammer unterbrachte, die der seinen am nächsten lag und er selbst gab Anweisungen für das Abendessen und wählte verschiedene Gerichte aus, und an diesem Abend ging er drei- oder viermal, als es Zeit war, ins Bett zu gehen, zu Cesare in Hemdsärmeln in dessen Zimmer. Und gestern befahl er, daß dieser seine eigenen Hemden, Unterkleider und Gewänder anziehen solle, denn der Herzog Valentino hatte keine Gespächwagen mitgebracht, sondern nur Pferde. Kurz, er hätte für einen Sohn oder Bruder nicht mehr tun können.“

Die Ergebnisse der freundschaftlich verlaufenden Verhandlungen waren, dass Cesare sich aus Florenz zurückziehen und seine Condottieri Baglioni und Vitellozzo aus der Toskana zurückrufen sollte. Cesare musste zwar auf die Toskana verzichten, konnte aber das Herzogtum Urbino behalten. Zudem stand Bentivoglio von Bologna nicht mehr unter dem Schutz des französischen Königs.

#### Aufstand der Condottieri
Die Angst der anderen Feudalherren Mittelitaliens vor den Eroberungszügen der Borgia wuchs nach der Vertreibung des Herzogs von Urbino und der Vernichtung der Varanos von Camerino mit der brutalen Ermordung Giulios. Während Cesare Borgia den französischen König im Sommer 1502 wieder ganz auf die Seite des Papstes zog, verschworen sich Gegner der Borgia im Herbst 1502 in Magione am Trasimenischen See. Neben den fünf Condottieri Cesares (Francesco Orsini, Herzog Gravina, Paolo Orsini, Graf von Palombara, und den Artilleriespezialisten Vitelli, Fermo und Baglioni), nahmen auch Abgesandte des Herzogs von Urbino, Bentivoglios von Bologna sowie von Pandolfo Petrucci, des Herrn von Siena, an der Versammlung im Oktober 1502 teil. Nach einer Woche endete das Treffen auf La Magione am 9. Oktober, ohne dass sich die beteiligten Personen über eine gemeinsame Strategie geeinigt hätten. Die Beteiligten schlossen aber eine Art Beistandspakt, in dem gegenseitige Hilfe im Fall eines Angriffs versichert wurde.

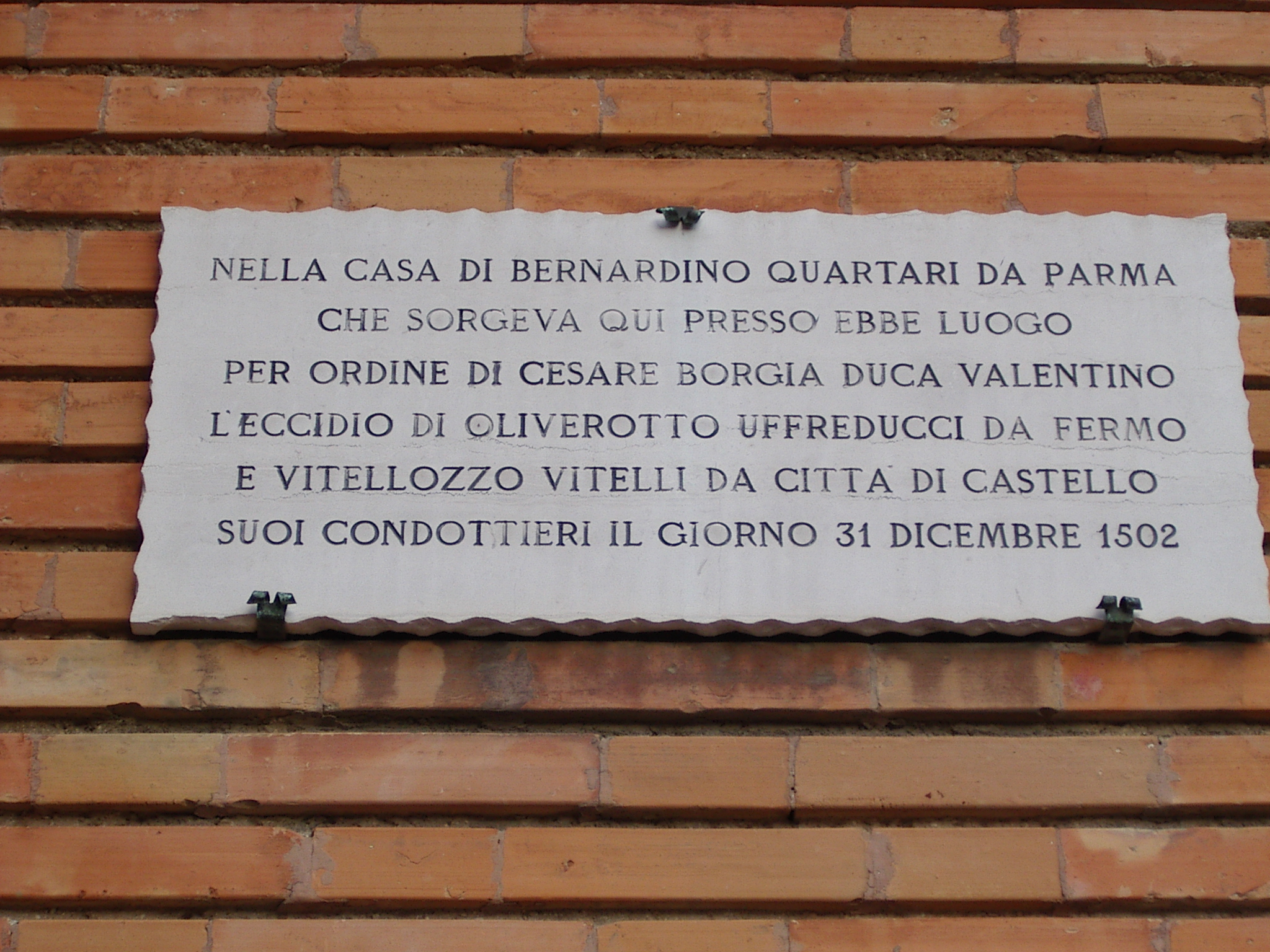
Schild an dem Ort in Senigallia, wo die Condottieri Vitellozzo Vitelli und Oliverotto da Fermo in der Nacht vom 31. Dezember 1502 auf den 1. Januar 1503 stranguliert wurden

Nach anfänglichen Erfolgen wurden sie von den Söldnertruppen Cesares zur Aufgabe gezwungen. Am 31. Dezember 1502 traf sich Cesare unter dem Vorwand einer Versöhnung mit einigen Mitgliedern der Verschwörung, den vier Condottiere Vitellozzo Vitelli, Oliverotto da Fermo und Paolo und Francesco Orsini, in Senigallia. Cesare ließ die Verschwörer Oliverotto da Fermo und Vitellozzo Vitelli sowie auch Kardinal Giovanni Battista Orsini und seine Brüder Paolo und Francesco Orsini überraschend verhaften. Vitellozzo Vitelli und Oliverotto von Fermo wurden noch in derselben Nacht ermordet. Die Brüder Orsini wurden am 18. Januar 1503 im Castello della Pieve von Michelotto und Marco Romano im Auftrag Cesares erdrosselt, zwei Wochen nach der Verhaftung von Kardinal Giovanni Battista Orsini am 3. Januar 1503. Der Kardinal starb schließlich am 22. Februar 1503 im Kerker des Castello Sant’Angelo, wobei ein Giftanschlag als Todesursache vermutet wurde. Nach der Hinrichtung von Oliverotto und Vitellozzo unterwarfen sich Cesare deren Städte Fermo und Città di Castello. Am 5. Januar 1503 nahm Cesare kampflos die Stadt Perugia ein, die Gian Paolo Baglioni bereits vor der Ankunft Cesares verlassen hatte.
Zu Beginn des Jahres 1503 beherrschten die Borgia die Romagna, die Marken, Umbrien und Latium. Die Borgia hatten die mächtigen römischen Adelsgeschlechter der Colonna, Savelli und Gaetani bezwungen. Die wichtigsten Häupter der Orsini wie Kardinal Giambattista und die Condottieri Paolo sowie der Herzog von Gravina befanden sich in der Gewalt der Borgia und sollten nicht mehr lange leben. Die Marken waren nach der Ermordung der wichtigsten Angehörigen des Hauses Varano von Camerino und von Oliverotto da Fermo im Besitz der Borgia. Auch Umbrien lag nach der Ermordung Vitellozzos sowie der Vertreibung der Montefeltre aus Urbino und der Baglioni aus Perugia nun im Machtbereich der Borgia. In der Romagna und entlang der Adriaküste hatten die Borgia die Manfredi aus Faenza ermordet, die Städte der Sforza in Imola, Forli und Pesaro eingenommen und die Malatesta aus Rimini vertrieben. Am 1. Januar 1503 hatte sich auch Senigallia ergeben. Die Gebiete an der Küste des Tyrrhenischen Meeres, das Fürstentum Piombino und die Insel Elba, wurden bereits von den Borgia beherrscht und nur Ferrara, wo Lucrezia Borgia mit dem ältesten Sohn des Herzogs verheiratet war, sowie Bologna hatten ihre unabhängige Stellung im Kirchenstaat beibehalten können. Die Lage des Papsttums außerhalb des Kirchenstaats war jedoch kritisch, da von den vier italienischen Mächten (dem Herzogtum Mailand, den Republiken von Venedig und Florenz im Norden und dem Königreich Neapel im Süden), die neben dem Kirchenstaat das italienische Kräftegleichgewicht bestimmt hatten, nur noch Venedig als wirkliche Macht existierte. Das Königreich Neapel hatte nach dem Vertrag von Granada aufgehört, ein selbständiges Königreich zu sein, und lag nun im Einflussbereich von Frankreich und Spanien. Mailand und Florenz waren abhängig von der französischen Politik.
Im Rahmen seiner weiteren Eroberungspläne in der Toskana kam es bei der Eroberung von Siena und der Vertreibung von Pandolfo Petrucci im Januar 1503 zu Konflikten mit dem französischen König, der sein eigenes Interesse an der Toskana bekundete und einen weiteren Verstoß Cesares in die Toskana nicht weiter unterstützen wollte. Kurz nach der Einnahme der Städte Sinigallia, Perugia, Chiusi, Acquapendente und Orvieto kam Cesare im Februar 1503 in Rom an. In dieser Zeit verließ Leonardo da Vinci das Gefolge Cesares und kehrte zurück nach Florenz. Nach mehreren Kämpfen zwischen den Borgia und Mitgliedern der Familie Orsini, die ihre verlorenen Gebiete zurückerobern wollten, kam es am 8. April 1503 in Anwesenheit von französischen Vermittlern zu einem Vertrag zwischen den Borgia und den Orsini. Die enthaltenen Bestimmungen schränkten die Macht der Orsini in der Campagna di Roma zwar deutlich ein, hatten aber nicht das für die Borgia erhoffte Ergebnis einer Vernichtung des Geschlechts zur Folge. Am 31. Mai 1503 kam es im Zuge durch Kardinalserhebung von mehreren spanischen Kardinälen durch Papst Alexander VI. zu einer Annäherung zwischen den Borgia und der spanischen Krone.

### Entmachtung
Am 12. August 1503 erkrankten Alexander und Cesare beinahe gleichzeitig an einer mysteriösen Krankheit, wobei auch ein Giftanschlag vermutet wurde. Kern dieses Gerüchts ist ein Gastmahl, das der Kardinal Adriano Castello de Corneto am 5. oder 6. August in einem seiner Weinberge gegeben und an dem neben zahlreichen Kardinälen auch Alexander und Cesare teilgenommen hatten. Heutige Forschungsergebnisse nennen auch vermehrt eine Infektion mit Malaria als Grund für die plötzliche Erkrankung von Vater und Sohn. Während Cesare sich wieder erholte, verschlechterte sich der Gesundheitszustand Alexanders nach einer kurzen Phase der Besserung.

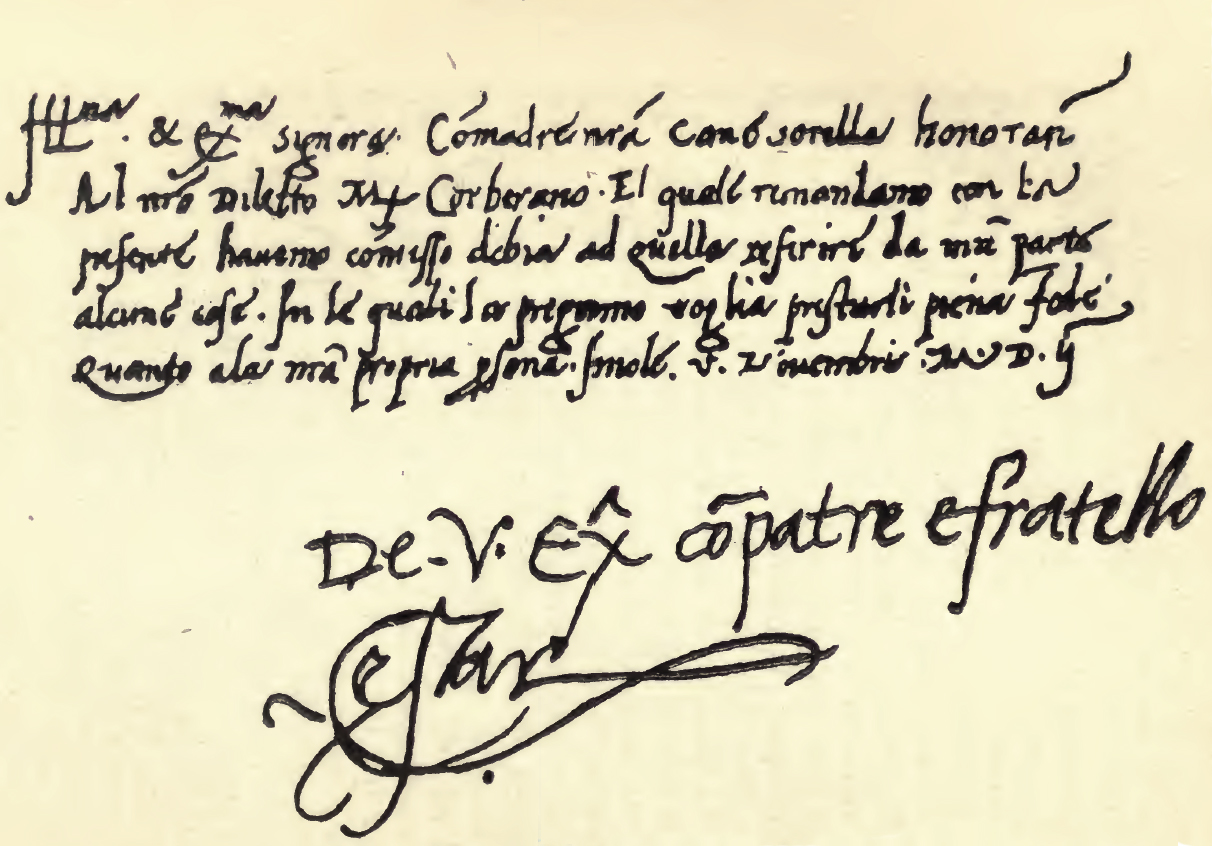
Handgeschriebener Brief von Cesare Borgia an Isabella d'Este vom 5. November 1502, unterzeichnet mit „Cesar“, der spanischen Version seines Namens

Er starb schließlich am 18. August 1503, wobei Burchard über die Ereignisse unmittelbar nach dem Tod Alexanders berichtete:

„Cesare, der krank lag, entsandte Michelotto mit zahlreicher Mannschaft, die alle Türen nach dem Ausgang und der Wohnung des Papsts verschlossen. Einer von ihnen zückte einen Dolch und bedrohte den Kardinal Casanova: Wenn er ihm nicht die Schlüssel und das Geld des Papstes gebe, werde er ihn erstechen und aus dem Fenster werfen. Der erschrockene Kardinal gab die Schlüssel heraus. Sie drangen nun nacheinander in den Raum hinter dem Zimmer des Papstes und nahmen alles Silber, das sie fanden, sowie zwei Kassen mit etwa 100.000 Dukaten. Um acht Uhr abend öffneten sie wieder die Türen, und der Tod des Papstes wurde bekannt. Inzwischen hatten die Diener, was noch in den Garderoben und im Zimmer vorhanden war, an sich genommen und ließen nichts übrig als die päpstlichen Sessel, ein paar Kisten und die Teppiche an den Wänden. Cesare erschien während der ganzen Krankheit und am Tode nicht beim Papste, und auch dieser gedachte selbst in der Krankheit nicht mit dem kleinsten Wörtchen Cesares oder Lucrezias.“

Am 22. August 1503 schwor er noch den Eid des Gehorsams gegenüber dem Heiligen Kollegium der Kardinäle und wurde als Generalkapitän bestätigt. Obwohl Cesare Borgia sowohl als Staatsmann als auch als General Erfahrung gesammelt hatte, gelang es ihm nicht, seine Herrschaft noch vor dem Tod seines Vaters und Schirmherrn Papst Alexander VI. am 18. August 1503 vollständig zu sichern. Viele der entmachteten Stadtherren, unter anderem Gian Paolo Baglioni in Perugia, Jacopo de’Appiano in Piombino, die Neffen des von Cesare ermordeten Vitellozzo in Città de Castello, sowie Mitglieder der Familie Varano in Camerino, übernahmen wieder die Herrschaft über die eroberten Gebiete, und in Rom kam es zu Aufständen der Familien Colonna und Orsini. Nachdem sich Cesare mit anderen Mitgliedern der Borgia-Familie und sämtlichen Kardinälen im schwer befestigten Vatikan eingeschlossen hatte, kam es am 1. September zu einer Einigung. Cesare sowie die Familien Colonna und Orsini verpflichteten sich, Rom innerhalb von drei Tagen zu verlassen und der Stadt bis zur Wahl eines neuen Papsts fernzubleiben. Für die Einhaltung dieser Zusage verbürgten sich für Cesare und die Colonna die Gesandten Spaniens und Maximilians und für die Orsini die Gesandten Frankreichs und Venedigs. 

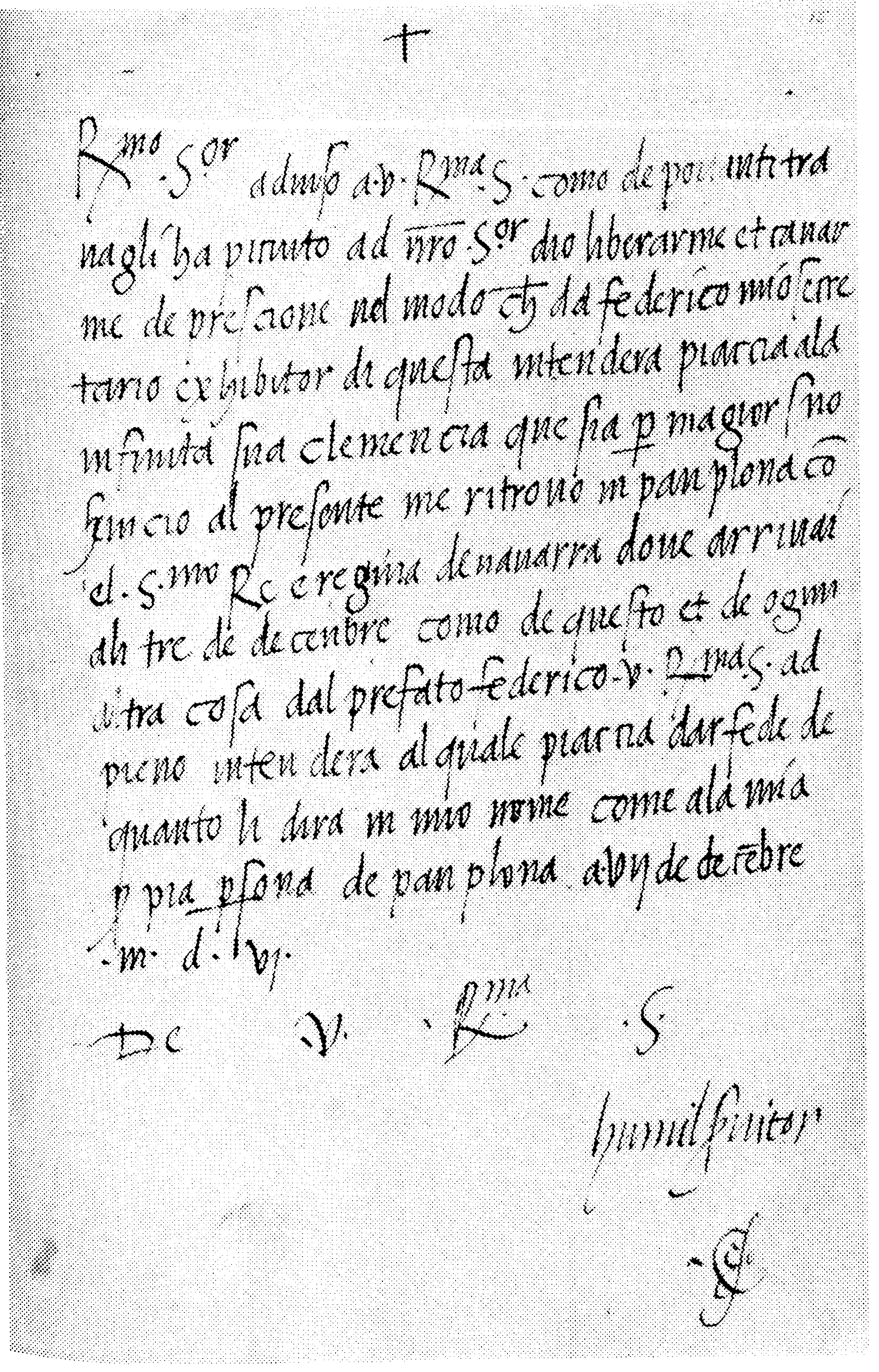
Handgeschriebener Brief von Cesare Borgia an Ippolito d’Este vom 7. Dezember 1506 aus seinem Exil in Pamplona

Am gleichen Tag unterzeichnete Cesare jedoch einen Geheimvertrag mit dem französischen Botschafter de Trans mit der Verpflichtung, Frankreich sowohl bei der Papstwahl als auch mit seinen Söldnern im Kampf gegen Spanien zu unterstützen. Im Gegenzug versprach der französische König den Schutz Cesares und der anderen Mitglieder der Borgia-Familie sowie die Rückgabe beziehungsweise die Wiedereroberung aller von Cesare bei dem Tod Alexanders beherrschten Gebiete. Diese Machtstellung Cesares begründete sich auch darauf, dass Cesare über die Treue und die Stimmen der zwölf spanischen Kardinäle verfügte. Auf der Flucht vor seinen Gegnern, die sich bereits Mitte September unter Gian Paolo Baglioni in Perugia zusammengeschlossen hatten, kam Cesare nach einem kurzen Aufenthalt in der Festung Nepi mit Zustimmung des neuen Papstes Pius III. am 3. Oktober 1503 mit 1.000 Mann nach Rom zurück. Der gesundheitlich angeschlagene Cesare verschanzte sich in der Engelsburg und wurde von seinen Feinden dort belagert. Der Versuch der spanischen Kardinäle, Cesare am 15. Oktober 1503 als Mönch verkleidet zur Flucht zu verhelfen, scheiterte.
Nach dem kurzen Pontifikat von Pius III. wollte der ehrgeizige Kardinal Giuliano della Rovere, ein alter und erbitterter Rivale Alexanders VI., Papst werden, nachdem die Della Rovere mit Sixtus IV. bereits den Vorgänger Alexanders gestellt hatten. Er wandte sich daher an Cesare, um die zwölf spanischen Kardinäle zu einer Abstimmung zu seinen Gunsten zu bewegen. Cesare vereinbarte mit ihm am 29. Oktober 1503, dass die spanischen Kardinäle im Konklave für della Rovere stimmen sollten und er selbst im Gegenzug Herrscher in der Romagna und päpstlicher Heerführer bleiben konnte. In den Tagen der Papstwahl traf sich Cesare auch mit Niccolò Machiavelli, der schon zwischen dem 7. Oktober 1502 und dem 18. Januar 1503 als florentinischer Gesandter den Hof Cesares besucht hatte. Obwohl Machiavelli in Cesare einen fähigen Heerführer und modernen Politiker sah, bewertete er den naiven Glauben an das Versprechen des neuen Papstes als fundamentalen Fehler. Er schrieb im 7. Kapitel des Il Principe:

„Nur hinsichtlich der Wahl von Papst Julius II. kann man ihm den Vorwurf machen, dass er eine falsche Entscheidung getroffen hat. So beging der Herzog bei dieser Wahl einen Irrtum und verursachte dadurch seinen Untergang.“

Nach seiner erfolgreichen Wahl zum Papst gelang es Julius II., Cesare Borgia, der mit französischer Unterstützung ein geschlossenes Territorium in der Romagna und in Mittelitalien erobert hatte, zu entmachten und den Kirchenstaat durch die Einnahme dieses Gebietes zu stärken. Cesare floh zunächst am 19. November 1503 nach Ostia, nachdem ihm der neue Papst den Titel eines Gonfaloniere entzogen hatte. Da sich Cesare weigerte, die vier Festungen Forlì, Cesena, Forlimpopoli und Bertinoro Julius II. zu übergeben, musste er nach Rom zurückkehren. Dort wurden Cesare alle seine Ämter und Befugnisse entzogen und er wurde im Vatikan gefangen gehalten, bis er alle Burgen übergeben und auf alle Ansprüche aus dem Herzogtum verzichtet hatte. Daraufhin kam es zum Bruch zwischen dem Papst und dem französischen König Ludwig XII., der Mailand und andere norditalienische Städte erobert und sich so eine Machtposition verschafft hatte.
Als Folge des Abkommens zwischen Cesare und dem Papst, das am 24. Januar 1504 geschlossen worden war, wurde er in Ostia unter der Aufsicht des Kardinals Bernardino López de Carvajal gestellt.

### Verbannung und Ende

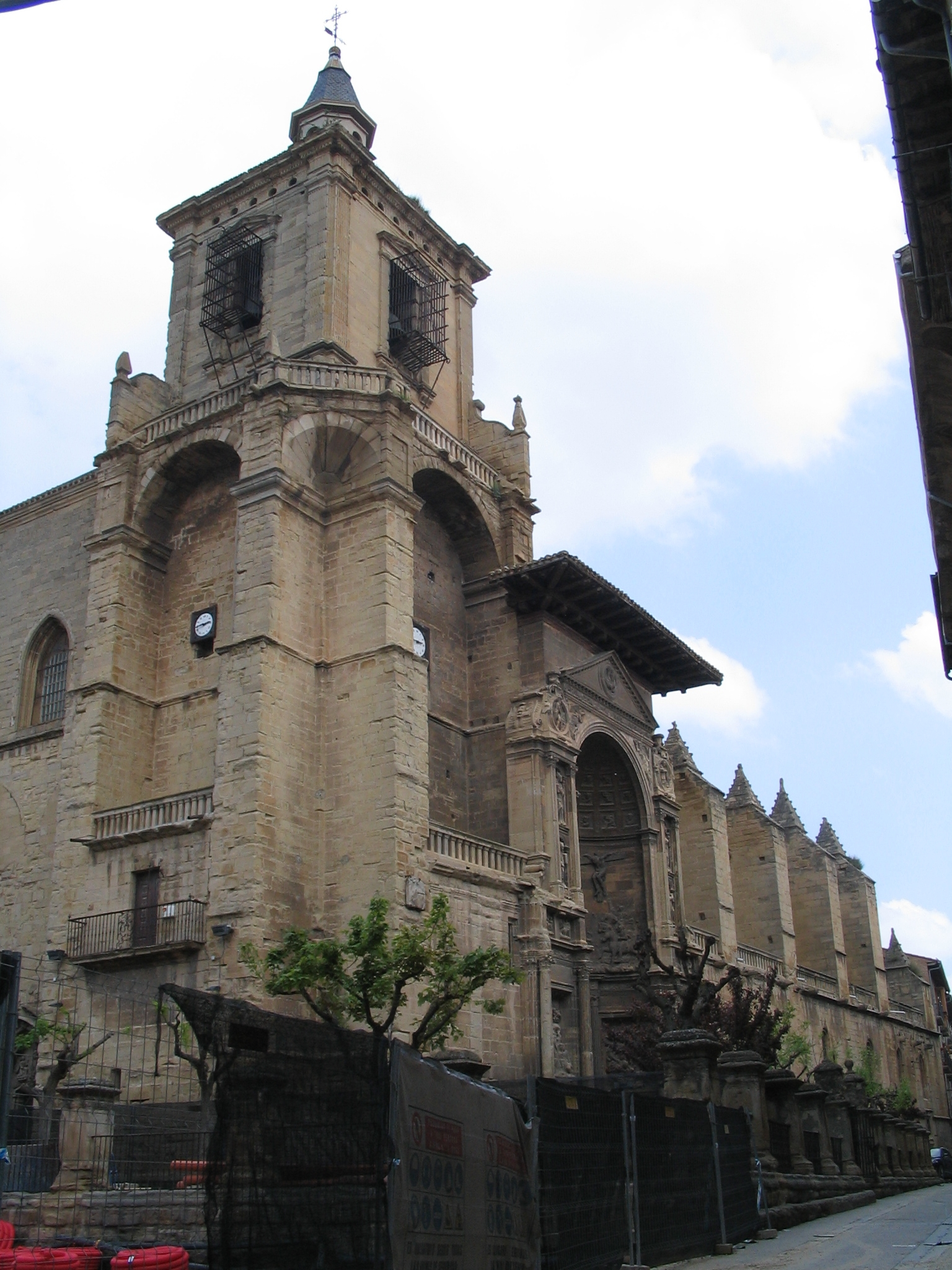
Kirche Santa María in Viana

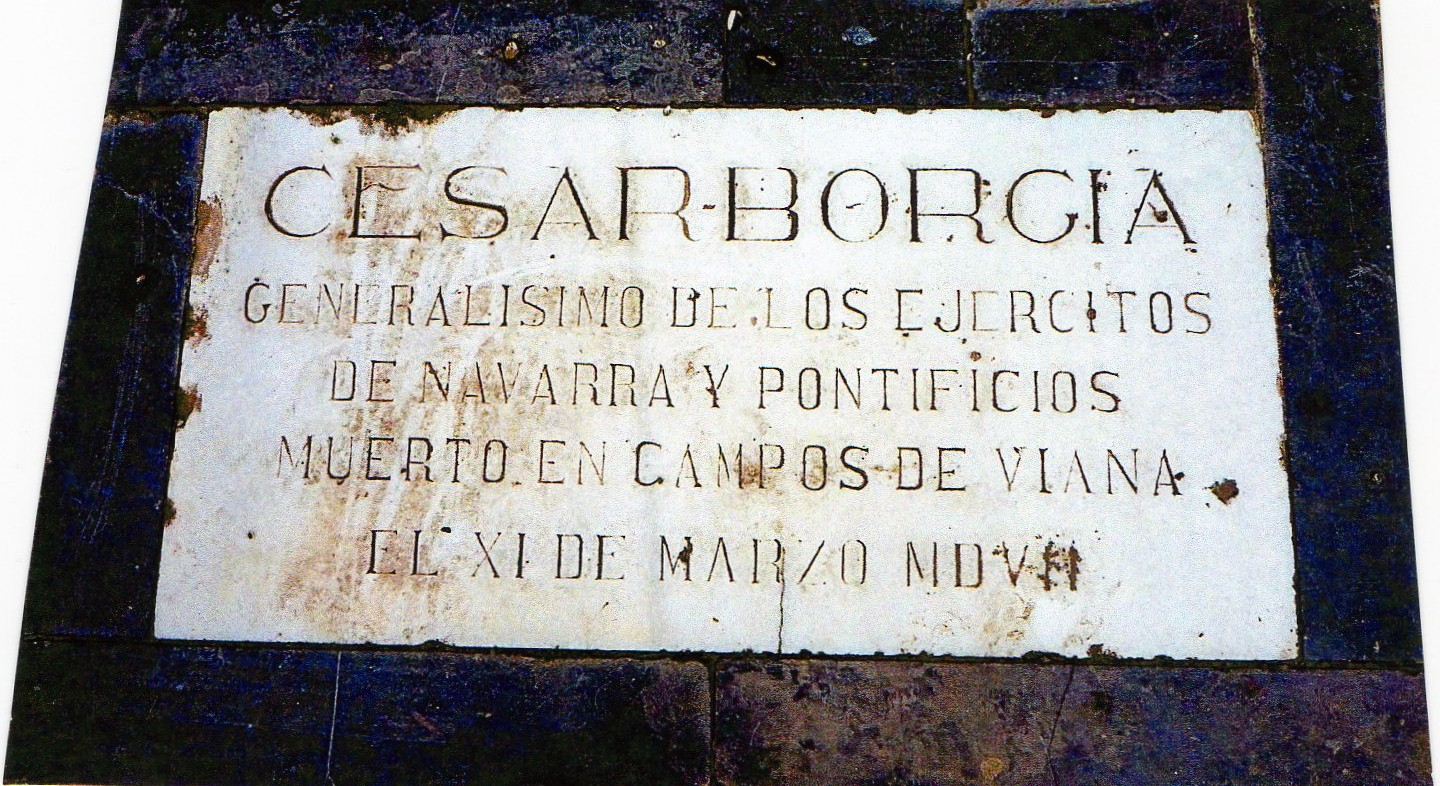
Grabplatte

Nachdem Cesare am 19. April 1504 nach Neapel geflohen war, wurde er als Gast des spanischen Regenten Gonsalvo de Córdoba auf Druck von König Ferdinand und Julius II. inhaftiert, gefoltert und als Gefangener am 27. Mai 1504 nach Spanien verbannt, wo er ein Jahr in Einzelhaft im Castillo de Chinchilla de Montearagón verbrachte.
Nach seiner Verlegung in das spanische Gefängnis Castillo de La Mota in Medina del Campo gelang ihm im Oktober 1506 die spektakuläre Flucht aus dem Gefängnisturm mithilfe einer seidenen Schnur. Er konnte unerkannt zu seinem Schwager Jean d’Albret, dem König von Navarra, nach Pamplona reisen, wo er sich mit ihm verbündete. Als Soldat im Dienste Navarras geriet er am 11. März 1507 während der Belagerung der Festung Viana in einen von ihm erkannten, jedoch ignorierten Hinterhalt und wurde in einem aussichtslosen Kampf mit zwanzig bewaffneten Reitern getötet.

### Beisetzung
Cesare wurde zunächst in der Kirche Santa María in Viana in einem Grab aus Marmor vor dem Hochaltar beigesetzt. Die ursprüngliche Inschrift lautete: „Hier ruht in weniger Erde einer, der von allen gefürchtet wurde, der Krieg und Frieden in seinen Händen hielt.“ Auf Anweisung von Alonso de Castilla Zúniga, dem Bischof von Calahorra, wurde das Grab im Jahr 1527 zerstört. Die sterblichen Überreste Cesares wurden an einen ungeweihten Ort außerhalb der Kirche gebracht, wo sein Körper zur Sühne für seine Sünden „von Menschen und Tieren mit Füßen getreten“ werden sollte.
Sein Skelett wurde 1945 bei Umbauarbeiten versehentlich exhumiert und lagerte bis zu seiner erneuten Beisetzung vor der Kirche im Jahr 1953 in einer silbernen Kiste im Rathaus. Im Jahr 1965 wurde eine Bronzebüste von Cesare bei der Kirche Santa María aufgestellt. Erst im Jahr 2007 erlaubte Fernando Sebastián Aguilar, der Erzbischof von Pamplona, dass Cesare fünfhundert Jahre nach seinem Tod wieder in der Kirche Santa María begraben wurde.
Sein Schwert, das er sich bei der Überquerung des Rubikon bei Rimini hatte anfertigen lassen, trägt die lateinischen Gravuren: Cum nomine Cesaris omen – iacta est alea – aut Caesar aut nihil („Mit Caesars Namen als Omen – Der Würfel ist gefallen – Entweder Cäsar oder gar nichts“). Es ist heute im Britischen Museum in London ausgestellt.

## Nachwirkung

### Cesare Borgia in Philosophie und Kunst des 19. Jahrhunderts
Vertreter eines amoralischen Ästhetizismus haben in Borgia oft den Repräsentanten eines Menschentyps gesehen, der es, obwohl kaltblütiger Machtmensch, zu ästhetischer Größe bringt. So schrieb Friedrich Nietzsche in seinem Buch Ecce homo, dass man sich den Übermenschen eher als Cesare Borgia denn als Parsifal vorstellen müsse. In Oscar Wildes Roman Das Bildnis des Dorian Gray wird er als eine der historischen Persönlichkeiten genannt, von deren Untaten Dorian Gray mit Begeisterung liest. Diese romantische Verklärung sieht von der historischen Realität weitgehend ab.

### Heutige Betrachtung

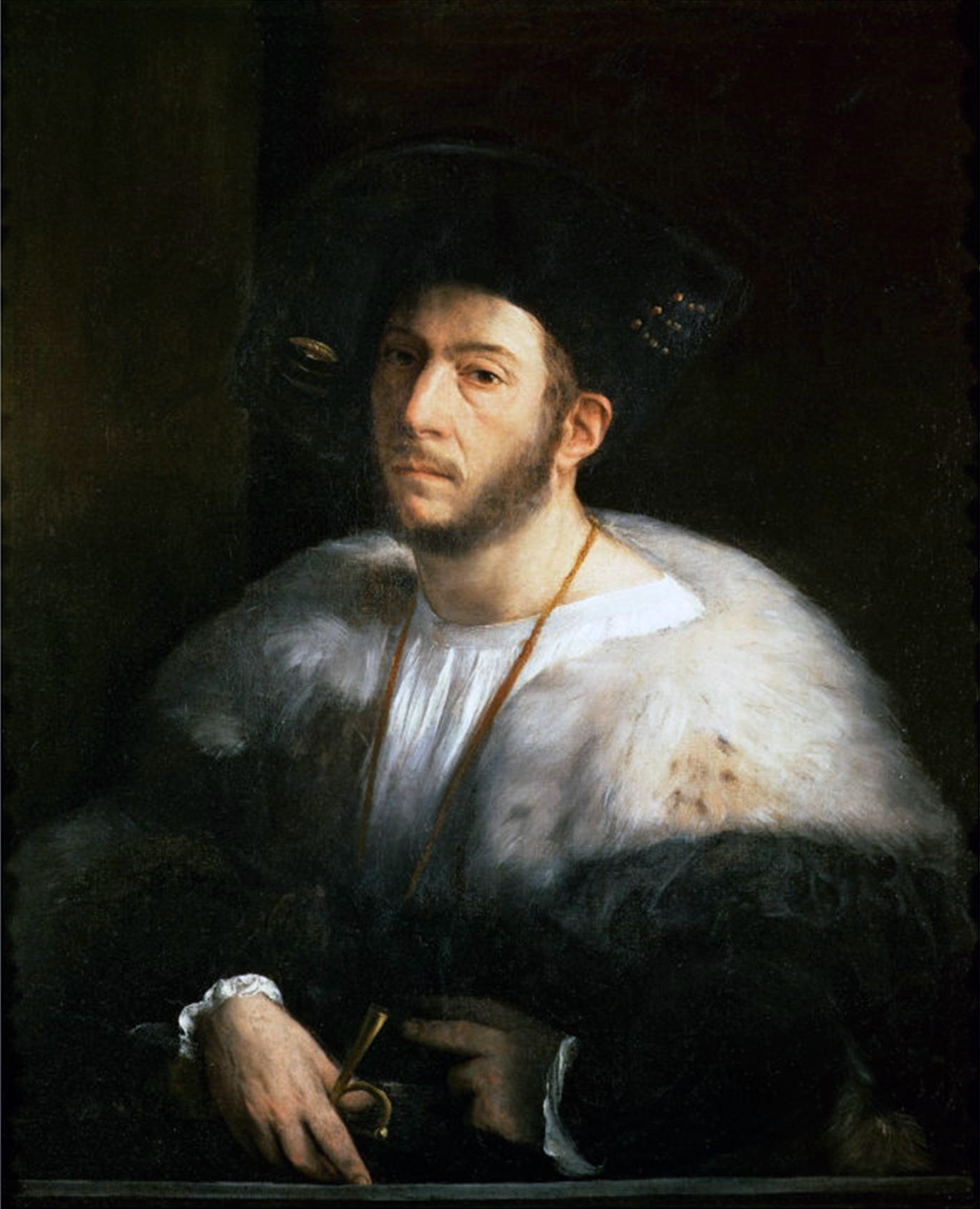
Mögliches Porträt von Cesare Borgia von Dosso Dossi

Seinen Zeitgenossen galt Cesare Borgia vielfach als Tyrann, der für seine Skrupellosigkeit im Umgang mit seinen Gegnern berüchtigt war. So sollen auch sein Schwager, Alfonso von Aragon und Herzog von Bisceglie, am 18. August 1500 und die vier Condottiere Vitellozzo Vitelli, Oliverotto von Fermo und Paolo und Francesco Orsini, die sich im Herbst 1502 in La Magione am Trasimenischen See mit anderen Männern erfolglos gegen ihn verschworen hatten, im Januar 1503 in seinem Auftrag unter anderem von seinem Hauptmann Micheletto Corella ermordet worden sein. In seinem Traktat Der Fürst (Il Principe) thematisierte Niccolò Machiavelli die Alleinherrschaft Borgias und bezeichnete diese als vorbildhaft für die Regierung eines Fürsten, der seine machtpolitischen Ziele erreichen will. Er erläuterte, wie wenig zimperlich ein Herrscher vorgehen muss, wenn er Gebiete erobern und diese langfristig sichern will. Machiavellis emotionslose Beschreibungen von Cesares Taten brachten diesem den Ruf außerordentlicher Kaltherzigkeit und Skrupellosigkeit ein.
Das Bild, das die Nachwelt von dem Verhältnis zwischen Alexander und Cesare heute hat, wird aber im Wesentlichen von den Schilderungen Jacob Burckhardts geprägt:

„Als aber der Papst mit der Zeit unter die Herrschaft seines Sohnes geriet, nahmen die Mittel der Gewalt jenen völlig satanischen Charakter an, der notwendig auf die Zwecke zurückwirkt. Was im Kampf gegen die römischen Großen und gegen die romagnolischen Dynastien geschah, überstieg im Gebiet der Treulosigkeit und Grausamkeit sogar dasjenige Maß, an welches z. B. die Aragonesen von Neapel die Welt bereits gewöhnt hatten, und auch das Talent der Täuschung war größer. Vollends grauenhaft ist die Art und Weise, wie Cesare den Vater isoliert, indem er den Bruder, den Schwager und andere Verwandte und Höflinge ermordet, sobald ihm deren Gunst beim Papst oder ihre Stellung unbequem wird. Alexander mußte zu der Ermordung seines geliebtesten Sohnes, des Duca di Gandia, seine Einwilligung geben, weil er selber stündlich vor Cesare zitterte.“

Borgias Ruf und Ansehen werden in der heutigen Geschichtsforschung differenziert betrachtet. Historische Dokumente legen nahe, dass sein schlechter Ruf teilweise auf Übertreibungen seiner Feinde beruht. Anhaltspunkte dafür finden sich in dem allgemein schlechten Ansehen, das die Borgia aufgrund ihrer spanischen Herkunft in den Augen der alteingesessenen italienischen Familien hatten. Man sah die Borgia als eine Art Mafia an, da sie sich in Ämter und Hierarchien einkauften und systematisch ihre eigenen Verwandten in wichtige Stellungen brachten (Nepotismus). Die gegen Cesare vorgebrachten Anschuldigungen der Günstlingswirtschaft, der sexuellen Ausschweifung und der Grausamkeit waren in der Renaissance typische Begleitformen jeder feudalen Herrschaft und nicht auf die Familie Borgia beschränkt. Ein weiterer Grund für die Propaganda gegen Cesare Borgia waren wahrscheinlich auch die militärischen Erfolge Cesares, der sich mit Unterstützung seines päpstlichen Vaters anschickte, die Romagna, weitere Teile des Kirchenstaates sowie angrenzende Gebiete einzunehmen, und viele Fürsten um ihre Besitzungen fürchten ließ. Jedoch sind sich die Historiker einig, dass die Herrschaft Cesare Borgias in der Romagna auch einen positiven Einfluss hatte. Während seiner Regierung wurde die Romagna, die von Anomie geprägt war, geeint, die Verwaltung geordnet und ein Rechtssystem eingeführt, so dass Friede und Ergebenheit herrschte. Die Aktionen Cesares und die Politik seines Vaters in der Romagna wurden bereits von Machiavelli in den Discorsi als positiv bewertet und können als Basis für die spätere Entwicklung eines italienischen Nationalstaatsgedankens interpretiert werden:

„Die Romagna war, bevor Alexander VI. die kleinen Herrscher beseitigte, die dieses Land beherrschten, ein Muster für das lasterhafte Leben; beim geringsten Anlaß kam es zu den ärgsten Raub- und Mordtaten. Dies war eine Folge der Verdorbenheit der Machthaber, nicht eine Folge der verdorbenen Natur der Menschen, wie jene behaupteten.“

Diese Hochachtung vor der Romagnapolitik der Borgia wurde auch von den Bewohnern der Romagna geteilt, indem sie ihm Treue hielten, als dieser schon entmachtet worden war. So hielt Forlì immer noch zu ihm, als er in Neapel gefangen genommen wurde, und wollte die Tore nicht für die Truppen von Julius II. öffnen. Unter Folter schließlich befahl Cesare seinem Stadtkommandanten Mirafuente die Kapitulation. Das Wohlwollen der Bevölkerung von Faenza sicherte sich Cesare dadurch, dass er seine Männer, die wegen des Wintereinbruchs ein Lager aufschlagen mussten, vor der Plünderung zurückhielt und den Einwohnern keinen Schaden zukommen ließ.

## Nachkommen
Aus der Ehe mit Charlotte d’Albret (* 1480; † 11. Mai 1514), dame de Chalus, Tochter von Alain I. d’Albret, Graf von Albret, und Françoise de Châtillon-Limoges (auch Françoise de Blois-Bretagne, Comtesse de Périgord):
- Luisa Borgia (* 17. Mai 1500; † 1553), dame de Chalus, dame de La Mothe-Feuilly, dame de Vaires et Neves, Comtesse de Diois und zweite Herzogin von Valentinois. Sie heiratete in erster Ehe am 7. April 1517 in Paris Louis de la Trémouille, Prince de Talmond, Seigneur de La Tremoïlle, Vicomte de Thouars, Comte de Guines und de Benaon, Baron de Sully, de Craon, de Montagu, de L’Isle-Bouchard und de Mauléon, Seigneur de L’Ile de Ré und de Marans. Geboren am 20. September 1460 als Sohn von Louis I., Seigneur de La Tremoïlle (1431–1483), und Marguerite d’Amboise, Vicomtesse de Thouars, starb er als Admiral de Guyenne und de Bretagne in der Schlacht von Pavia am 24. Februar 1525. In zweiter Ehe heiratete sie am 3. Februar 1530 in St. Germain en Laye Philippe de Bourbon, Baron de Busset und Gouverneur de Carlat et Murat. Geboren im Jahr 1499 als Sohn von Pierre de Bourbon, Seigneur de L’Isle, und Marguerite de Tourzel d’Alègre, Dame de Busset, starb er am 10. August 1557 in der Schlacht von St. Quentin.[76] Ihren Vater lernte die bei seinem Tod siebenjährige Luisa niemals kennen.[14][77][78] Aus ihrer zweiten Ehe stammen die folgenden sechs Kinder:[76][79]

1. Claude de Bourbon Busset, Comte de Busset seit 1558, Baron de Chalus, de Puysagut und de Saint Priest de Bramesan (* 18. Oktober 1531; † 17. Juni 1588). Er war seit dem 7. Mai 1554 mit Marguerite de La Rochefoucauld-Barbezieux, Dame de Barbezieux, verheiratet, mit der er Nachkommen hatte. Seine Kinder waren César de Bourbon Busset, Comte de Busset (1565–1630), Louise de Bourbon Busset (1566–1596), Jean de Bourbon Busset (1567–1590) und Diane de Bourbon Busset (1569–1627). Sein ältester Sohn César de Bourbon Busset heiratete in erster Ehe am 12. April 1584 in Bordeaux Marguerite de Pontac und in zweiter Ehe am 21. Juni 1588 in Busset Louise de Montmorillon, Baronne de Saint Martin du Puit (1570–1648), mit der er sieben Kinder hatte.[76]
2. Marguerite de Bourbon Busset (* 10. Oktober 1532; † 8. September 1591). Sie war seit dem 25. Juni 1551 mit Jean, Baron de Pierre-Buffière verheiratet und hatte die Kinder Philippe, Baron de Pierre-Buffière, Jeanne de Pierre-Buffière, Suzanne de Pierre-Buffière, Marthe de Pierre-Buffière und Anne de Pierre-Buffière.[76]
3. Henri de Bourbon Busset (* 21. September 1533; † 7. März 1534). Er starb im Alter von fünf Monaten.[76]
4. Catherine de Bourbon Busset (* 14. Oktober 1534; † 1588). Sie war nicht verheiratet und hatte keine Nachkommen.[76]
5. Jean de Bourbon Busset, Seigneur de La Mothe-Feuilly, du Montet, du Fay und de Nères (* 2. September 1537; † 1570). Er war seit dem 10. September 1566 mit Euchariste de La Brosse-Morlet verheiratet und hatte die Kinder Gilberte de Bourbon Busset (1568–1599) und Jeanne de Bourbon Busset (1570)[76]
6. Jérôme de Bourbon Busset, Seigneur du Montet (* 19. Oktober 1543; † vor 1619). Er war zwischen 1581 und 1584 mit Jeanne de Rollat verheiratet. Die Ehe war kinderlos.[76]

Luisa war Cesare Borgias einziges legitimes Kind, ihm werden und wurden allerdings noch bis zu elf weitere uneheliche Kinder von unbekannten Müttern zugeschrieben. Zwei von ihnen wurden von Cesare anerkannt:
- Gerolamo Borgia (* um 1501/02). Er wuchs zunächst bei seiner Tante Lucrezia Borgia in Ferrara auf. Im Juni 1505 wurde Alberto Pio, Graf von Carpi, sein Vormund. Am 31. Januar 1537 heiratete er in erster Ehe Isabella Pizzabernari und am 4. März 1545 in zweiter Ehe Isabella, Gräfin von Carpi und Tochter von Alberto Pio. Er hatte zwei Töchter, Lucrezia und Ippolita.[14][78][80]
- Camilla Lucrezia Borgia (* um 1501/02; † 1573), in einem Dokument vom 8. August 1509 legitimiert und darin als Cesares Tochter mit einer verheirateten Frau bezeichnet; wuchs unter Vormundschaft ihrer Tante Lucrezia Borgia im Konvent Corpo di Christo in Ferrara auf und wurde dort 1516 als „Schwester Lucrezia“ Nonne und schließlich Äbtissin.[77]

Erwähnenswert ist noch der 1498 geborene Giovanni Borgia, genannt Infans Romanus (das Kind von Rom), um dessen ungeklärte Herkunft sich viel Spekulation dreht, da nicht eindeutig bekannt ist, wer seine Eltern sind. Am 1. September 1501 wurden zwei päpstliche Bullen ausgestellt, eine öffentliche, in der Giovanni als Cesares Sohn mit einer unverheirateten Frau bezeichnet wurde, und eine geheime, in der der Papst selbst die Vaterschaft zugab. Da zum Zeitpunkt seiner Geburt berichtet wurde, dass Lucrezia Borgia angeblich ein Kind zur Welt gebracht habe, führte dies zu späteren Spekulationen, Giovanni könnte einer inzestuösen Beziehung zwischen ihr und Cesare entsprungen sein.

## Trivia
Die Figur von Machiavellis principe nuovo hatte in Aufstieg und Herrschaftssicherung von Napoleon Bonaparte eine Nachfolge und einen Anwendungsfall. Tatsächlich gehört zu Napoleons Hinterlassenschaften ein Exemplar von Il Principe mit handschriftlichen Randbemerkungen.